# Тарту
Та́рту (эст. Tartu; в 1030—1224, 1558—1582, 1656—1661 и 1893—1919 годах Ю́рьев; в остальные годы между 1224 и 1893 годами — Дерпт (нем. Dorpat)) — город на реке Эмайыги, второй по численности населения после Таллина город Эстонии, центр уезда Тартумаа (до 1 января 2018 года — административный центр уезда).
Известен как поселение древнего человека с середины I тысячелетия н. э. (предположительно в V—VI веках).
В XI веке дружина киевского князя Ярослава Мудрого присоединила часть земель эстов к Киевской Руси, князь основал на этих землях город Юрьев. После распада Киевской Руси город последовательно попадал под управление Новгородской республики, Ливонского ордена, Речи Посполитой, Шведского королевства, Российской империи, СССР и Эстонии, чем обусловлено разнообразие вариантов названий города.

## Происхождение топонима
В письменных источниках 1211 года упоминается крепость лат. Tharbatense, 1225 года — лат. Tarbato, 1550 года — на нижненемецком языке — Darbt, 1660 года — tarto, 1708 года на тартуском диалекте — Tardo(-)Liin, 1708 года — Tardo Liin, Tarto Liin, 1796 года — Tarto Lin (Tarto-Lin ); начиная с XVII столетия — нем. Dorpat, латыш. Tērbata, Mētraine, старорусс. Юрьевъ (1030, также в 1893—1918), на ливском языке — Tǟrbot. Встречается также название Гурьевъ. В эстоноязычном тексте в 1589 году было использовано написание dörpt.
Тарту является первым городом древних эстов, упоминание о котором появляется в древних письменных источниках. Этимологизация его названия вызывает большие трудности.
Большинство авторов при объяснении происхождения топонима опирались на латинские формы названия Darbete, Tarbatum и др., которые фонетически считались наиболее близкими к древнеэстонскому слову. По мнению специалистов Института эстонского языка, наиболее правдоподобным считается предположение П. Аристэ, согласно которому древнеэстонское Tarvatu (у автора Tarvato) происходит от слова эст. tarvas, род. пад. tarva — европейский зубр, к которому добавлено -tu, что означает местность, богатую этими животными. П. Аристэ считал название животного индоевропейским словом-субстратом. С другой стороны, предполагалось балтийское происхождение топонима (срав. лит. tauras — бык). Места с началом Тарва- в названии есть как в Эстонии (например, Тарвасйыги, Тарванпяя), так и в Финляндии (Тарваала, Тарвасйоки, Тарваспяя). В середине XIX века предположение П. Аристе случайно оказалось довольно близким к фантастическому (по мнению специалистов Института эстонского языка) объяснению Ф. фон Эрдмана, что слово Derpt родственно турецкому тур. tur («буйвол», «бык», также «идол»).
Многие специалисты по топонимике связывают первую часть названия города с именем верховного бога у языческих эстов — Таара. Некоторые исследователи (например, А. Кнюпффер, Ф. Р. Крейцвальд) связывали название города со словом Тарапита из хроники Генриха Латвийского. Для объяснения происхождения названия Тарту на протяжении многих лет предлагались самые разные, но совершенно неподходящие по конструкции и значению исходные слова, например эст. tara — «изгородь», «загородка» (К. фон Штакельберг), эст. tarbetu — «ненужный» (Х. Неус, Э. Роос), tardenud, эст. tardunud — «оледенелый», «остолбеневший» (Й. Карлсон), эст. tatarlane — «татарин» (Й. Ленц), нем. Dorf — «деревня» (К. Ширрен) и пр.; предполагали даже финикийское происхождение. В Хронике вторая гласная слова Tarbata сохраняется, в дальнейшем происходит её утрата и добавление ассимиляции b > t (Tarbata > Tartu, произносится как TarŤtu).
Немецкое название Dorpat и русское Дерпт произошло от нижненемецкого слова. Немецкий и эстонский историк Пауль Йохансен отразил это следующим образом: Tarbete › Darbete › Derpte › Dörpt › Dorpat.

## География
Тарту расположен на плато Уганди, в 185 км к юго-востоку от столицы Эстонии — Таллина, в центральной части уезда Тартумаа, на обоих берегах реки Эмайыги, в 45,5 км от её впадения в Чудско-Псковское озеро. Город протянулся вдоль реки на 9 км. Площадь города — 39,01 км². Высота над уровнем моря — 39 метров.
В Тарту 18 городских районов и один сельский район — бывшая волость Тяхтвере, которая была присоединенан к Тарту в результате административно-территориальной реформы 2017 года.

## Климат
| Показатель                           | Янв. | Фев. | Март | Апр. | Май | Июнь | Июль | Авг. | Сен. | Окт. | Нояб. | Дек. | Год |
| ------------------------------------ | ---- | ---- | ---- | ---- | --- | ---- | ---- | ---- | ---- | ---- | ----- | ---- | --- |
| Средний суточный максимум, °C        | −3   | −3   | 2    | 10   | 17  | 20   | 22   | 21   | 15   | 9    | 2     | −2   | 9   |
| Средний суточный минимум, °C         | −6   | −8   | −5   | 1    | 6   | 10   | 12   | 11   | 7    | 3    | −2    | −5   | 2   |
| Норма осадков, мм                    | 29   | 23   | 26   | 34   | 53  | 61   | 71   | 86   | 65   | 53   | 48    | 40   | 589 |
| Источник: MSN Weather, Яндекс Погода |      |      |      |      |     |      |      |      |      |      |       |      |     |

## История

### Средневековье

#### Основание города

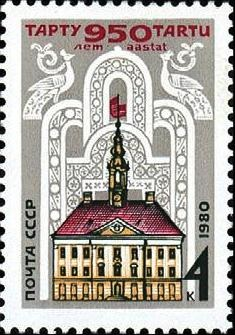
Почтовая марка СССР. 950 лет Тарту

В начале XIII века в Балтии не было городов, но во многих местах существовали торги и в известные традиционные сроки устраивались ярмарки. Каждый сколько-нибудь крупный торг был защищён особым укреплением, и, как правило, вблизи него (обычно у подножия крепости или вала) располагалось поселение — посад. Почти все ранние города Прибалтики развивались на таких местах. Постоянное поселение человека на Домской горке датируется V веком, городище — VI—VIII веками.
Первым упоминанием о городище на месте современного Тарту является летописный рассказ (1030), когда великий князь Ярослав Мудрый отправился из Новгорода в поход на эстов и основал город Юрьев (названный так в честь христианского имени князя — Георгий). Согласно Повести временных лет: «В тот же год пошёл Ярослав на чудь, и победил их, и поставил город Юрьев». Историки предполагают, что поводом к походу Ярослава могло послужить то обстоятельство, что эсты приняли сторону Кнута, короля Дании и Англии, противник которого Олаф Толстый, король Норвегии, получил помощь от Ярослава.
Крепость, основанная Ярославом, находилась на самой высокой возвышенности заболоченной луговой поймы реки Омовжи. Здесь проходили торговые пути, соединяющие север и юг Ливонии, а также ремесленные центры Новгорода и Пскова — с гаванями Эстонии и Виронии. В этот период появились многочисленные укреплённые городища, на их месте со временем образовался целый ряд поселений городского типа: Оденпе, Ревель, Феллин и другие. Священник Н. Когер, изучавший историю Тарту, утверждал, что Ярослав построил в городе церковь во имя святого Георгия, которая была разрушена крестоносцами в 1224 г., но существуют данные о постройке и другой церкви во имя Николая Чудотворца. О сосуществовании двух церквей, по мнению А. Сапунова, говорит и повесть о начале основания Псково-Печерского монастыря.

#### После смерти Ярослава Мудрого
Согласно летописи, город Юрьев был сожжён восставшими сосолами (представителями эстонских племён сакаласцев или эзельцев), в 1061 году, чтобы избавиться от власти местных славянских князей. По-видимому, жившие здесь славянские насельники построили и типичные для себя дома — хоромы, которые упоминаются в той же летописи.
В юрьевском Заречье, на левом берегу Омовжи, на холме был основан славянский пригород, о котором источники XV века говорят как о существовании в городе на правом берегу «Русского конца», сложившегося как юридически самостоятельное поселение, имевшее свою администрацию, торговый двор и церковь. Через 70 лет, 9 февраля 1134 года город Юрьев с пригородом был захвачен новгородским князем Всеволодом Мстиславичем, а зимой 1194 года — новгородским князем Ярославом Всеволодовичем.
В 1211 году в очередной раз был сожжён латгалами. В 1215 году Юрьев был захвачен немецкими рыцарями-меченосцами, но в 1223 году захвачен у них эстами в результате общего восстания. Для последующей защиты славянского пригорода из Новгорода в Юрьев послали отряд дружинников в 200 человек во главе с князем Вячком (Вячеславом Борисовичем). В 1224 году после длительной осады Юрьев был взят меченосцами. За упорное сопротивление немцы казнили всех пленных защитников города, эстов и славян; погиб или был казнён и сам князь, что засвидетельствовала Новгородская первая летопись, сохранившаяся в списках XIII—XIX веков: 

Того же лета убиша князя Вячка немци в Гюргеве, а город взяша.
— Новгородская первая летопись старшего и младшего изводов. Год 6732 (1224)
В «Хрониках Ливонии» 1225—1227 гг. поселение называется Та́рбата (Tarbata, Tharbata, Tharbete, Darbete, castrum Tharbatense, provincia Tharbitensis и ). Переименовав город по-немецки в Дорпат, или Дерпт, католический епископ Герман Буксгевден сделал его центром своего княжества-епископства. Центром епископства город являлся три века.
Падение Юрьева имело стратегические последствия для распространения славянских княжеств в западном направлении:

С падением Юрьева прекращается надолго древнее владычество наше в Ливонии.

#### Столица Дерптского епископства
В 1248 году он впервые упоминается в качестве участника ганзейской торговли. Полноправно входил в состав Ганзейского союза с 1276 года до середины XVI века; сюда стремились немецкие купцы и ремесленники. Дерпт имел большое значение в торговле Ганзейского союза с Новгородом и Псковом. Основное население Дерпта составляли балтийские немцы. По письменным источникам известно о сосуществовании торговых отношений между Дерптом и Новгородом в XIII—XV веках. Судя по документам, Дерпт играл в Ганзе важную роль, потому что упоминался на 2-м месте вслед за Ригой.
В 1328 году Московская летопись отметила большой пожар: «Того же лета погоре город немецкыи Юрьев весь, и божници и полаты каменые падоша, и згоре в полатах немец 2000 и 500 и 30, а руси 4 человекы».
Под названием Юрьев город часто упоминается в Новгородских летописях и в разрядных записях времён Ливонской войны (1558—1583). В начале Ливонской войны гарнизон Дерпта после осады капитулировал, город был взят русскими войсками. Спустя более чем 20 лет войны, по Ям-Запольскому миру 1582 года он отошёл к Инфлянтскому воеводству Великого княжества Литовского. Ливония и Дерптское епископство перестали существовать.

### XVII век
В 1600—1603, 1625—1656 и 1661—1704 годах Дерпт принадлежал Швеции, в 1603—1625 годах — Речи Посполитой, в 1656—1661 годах — России. В 1600 году был захвачен у Литвы шведами, в 1603 году Речь Посполитая его отвоевала. В 1625 году город снова заняли шведы. Во время русско-шведской войны летом 1656 года Дерпт был взят русскими, но после Кардисского мира они вновь передали город Швеции.

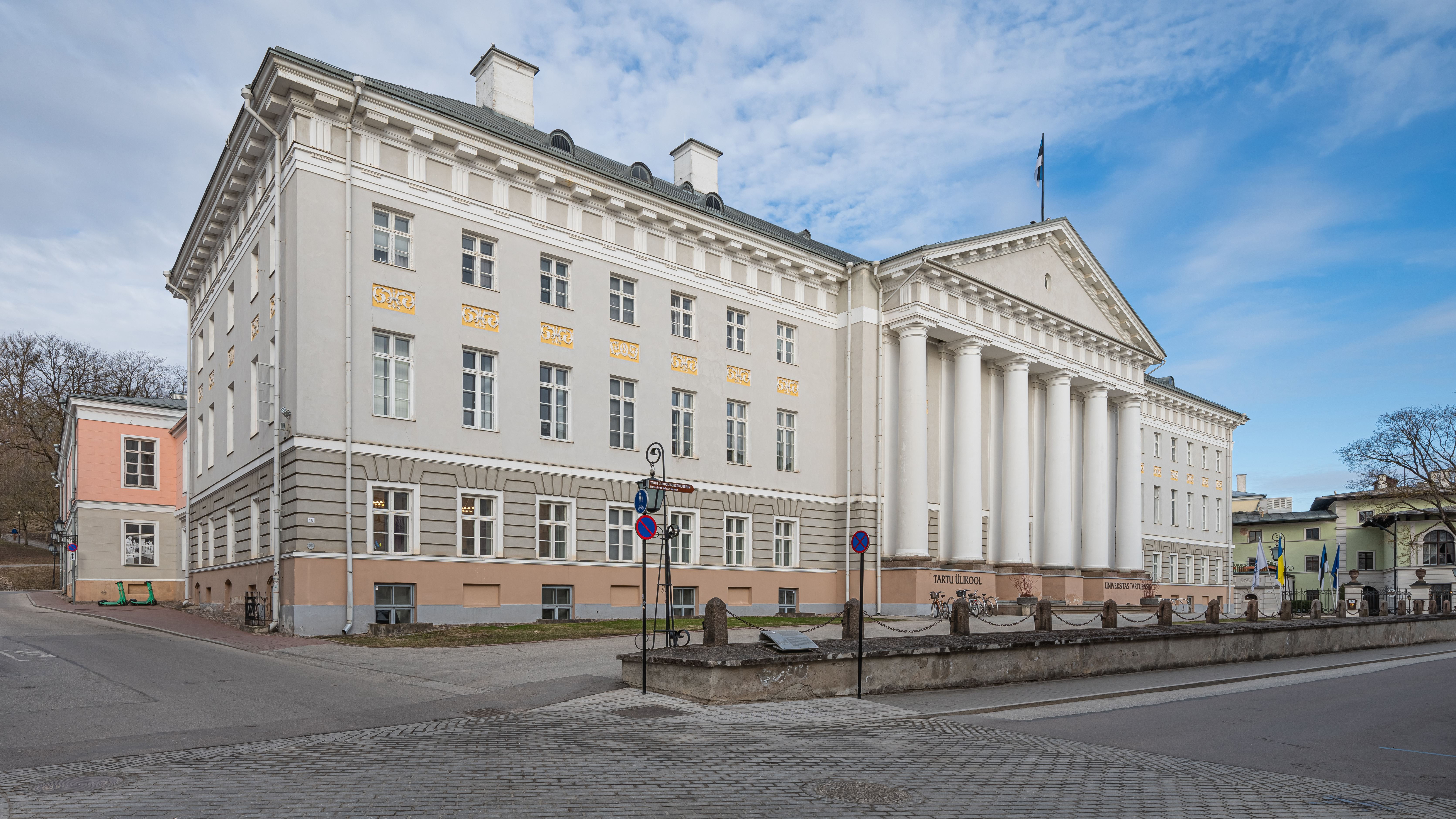
Тартуский университет. Главное здание (2022)

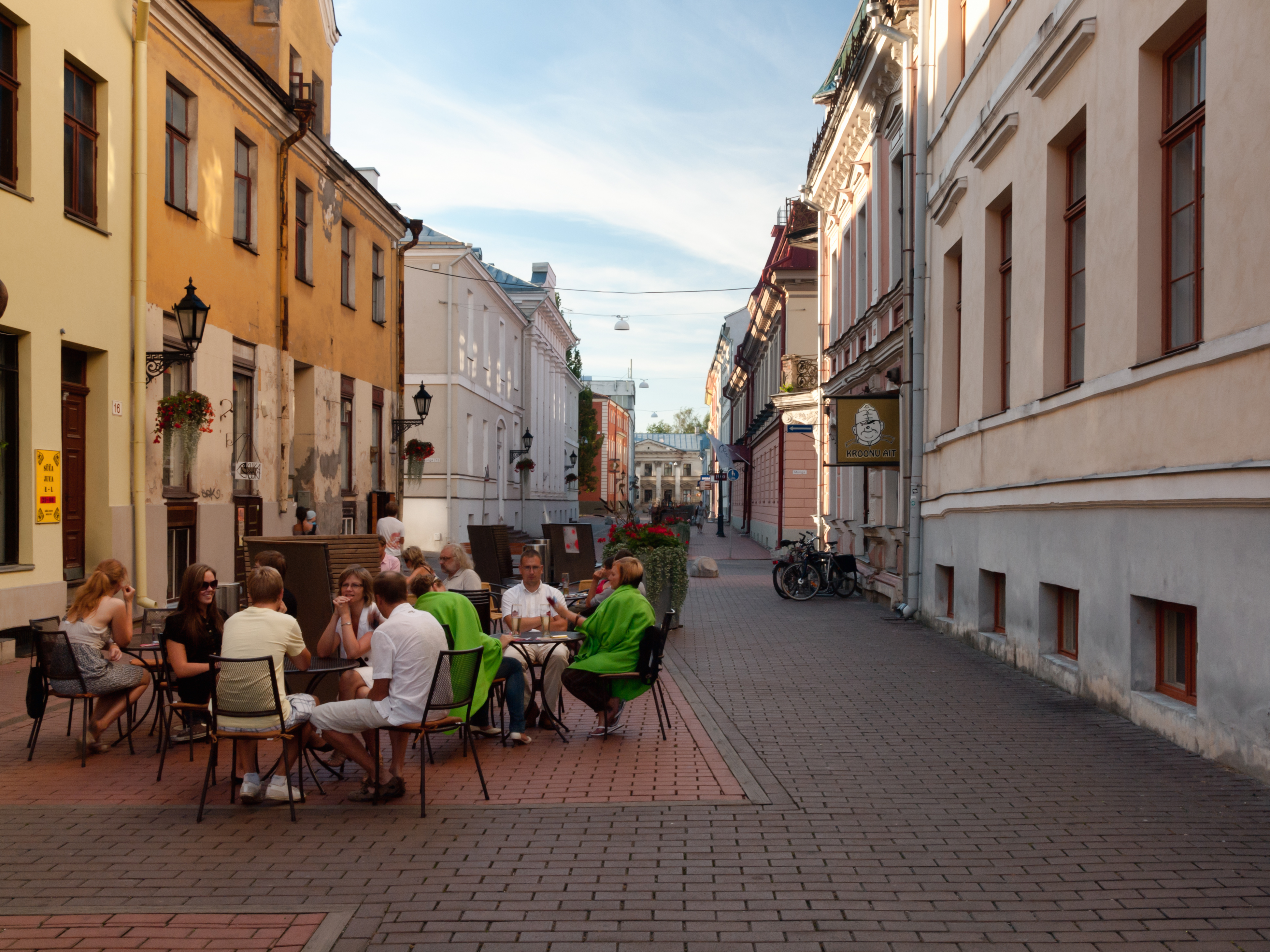
Тарту, улица Рюйтли в старом городе

В 1632 году в городе была открыта Академия Густавиана, второй в Шведском королевстве вуз после Уппсальского университета (в XVIII веке, после присоединения Ливонии к России, прекратила своё существование).

### XVIII — начало XX века
Летом 1704 года, в ходе Северной войны Дерпт был взят русскими войсками царя Петра I.
В течение нескольких лет после взятия города его жители шведской национальности в значительной части были переселены во внутренние области России (в частности, в Вологду), но немцы и эсты остались на месте.
В 1775 году гигантский пожар уничтожил исторический центр города.
С 1783 года — уездный город Лифляндской губернии и административный центр Дерптского уезда.
В 1802 году по указу Александра I был открыт Императорский Дерптский университет, что сделало город культурным и научным центром региона. В уставе университета, утверждённом императором 4 июня 1820 года, написано: «Учрежденъ въ Россійской Имперіи для общаго блага; въ особенности же для пользы Лифляндской, Эстляндской и Курляндской Губерній и потому университетъ принимаетъ въ студенты людей всякаго состоянія Россійскихъ уроженцевъ и иностранныхъ…» Преподавание в университете велось на немецком языке.
Здесь было положено начало эстонскому литературному языку (в XIX веке Фридрихом Крейцвальдом) и периодической печати, в 1869 году здесь состоялся первый Певческий праздник, который организовал видный деятель эстонского национального пробуждения, журналист, поэт И. В. Янсен, и в 1870 году зародился эстонский профессиональный театр.
В период русификации Прибалтийского края, в правление императора Александра III, в 1893 году городу было возвращено русское название Юрьев, которое сохранялось до 1919 года.
С 1914 по 1917 год в городе работал Юрьевский учительский институт.

### XX век
После Февральской революции 1917 года Эстонская народная партия прогрессистов во главе с Яаном Тыниссоном добивалась создания из северной Лифляндии отдельной губернии с центром в Юрьеве. 30 марта 1917 года Временное правительство России утвердило положение «О временном устройстве административного управления и местного самоуправления Эстляндской губернии». В соответствии с ним границы Лифляндской губернии были пересмотрены, входивший в неё Юрьевский уезд вместе с четырьмя другими северными уездами Лифляндии с эстонским сельским населением были переданы в состав Эстляндской губернии.
4 (17 по новому стилю) марта 1917 года в Юрьеве был создан Совет рабочих депутатов, в котором к сентябрю большинство принадлежало большевикам. Советская власть была установлена мирным путём 25 октября (7 ноября) 1917 года. Через 4 месяца, 24 февраля 1918 года город был оккупирован немецкими войсками. 22 декабря 1918 года Красная армия (в том числе Эстляндская армия) освободила его от немцев и восстановила в нём власть Советов. Около 305 человек были расстреляны большевиками за время оккупации. 14 января 1919 года большевики держали под арестом в главном здании полиции и в погребе Кредитного банка примерно 200 заключенных, включая 80 женщин. В то время, как эстонские войска штурмовали город, большевики начали ликвидировать арестованных в погребе Кредитной кассы. Были убиты 23 человека, но прибытие в тот же день эстонских войск спасло жизнь оставшимся 177. В обороне города также участвовали силы Латышских стрелков. Во взятии города отличились партизаны под руководством Юлиуса Куперьянова. После освобождения города Эстонской армией за короткий срок было казнено около 360 большевиков.
В Эстонской Республике город был переименован в Тарту. 31 декабря 1919 года в Тарту был заключен договор о приостановке военных действий между армиями РСФСР и Эстонской республики, а 2 февраля 1920 года — Тартуский мирный договор, в котором РСФСР и Эстония признавали суверенитет друг друга. Здесь же состоялось подписание договора о перемирии между РСФСР и Финляндией от 13 августа 1920 года и мирного договора между РСФСР и Финляндией от 14 октября 1920 года.
В 1920—1940 годах Тарту был прежде всего центром академической и культурной жизни независимой Эстонии.
В 1940 году согласно пакту Молотова — Риббентропа в Эстонию были введены советские войска и образована ЭССР, руководство которой приняло решение о вхождении в состав СССР 6 августа 1940 года. Тартуский государственный университет стал советским вузом с обучением на эстонском и русском языках.
В ночь с 8 на 9 июля 1941 года в тартуской тюрьме города НКВД расстрелял 192 человека из числа задержанных с начала военных действий 22 июня того же года. На следующий же день, 10 июля 1941 года военизированное общество Лесные братья начало восстание против руководства ЭССР в южной Эстонии и районе Тарту. 24 июля 1941 года город был оккупирован немецкими войсками. У противотанкового рва на окраине города оккупантами проводились массовые расстрелы мирных жителей; в послевоенные годы ряд военных преступников предстал перед советским судом. Назначенный немцами ректор Тартуского университета профессор Эдгар Кант распорядился уволить всех, кто был принят на работу после 21 июня 1940 года, выбросить из библиотек всю коммунистическую литературу и убрать из всех официальных названий коммунистическую терминологию.
Во время войны Тарту сильно пострадал от бомбёжек: были частично или полностью уничтожены Каменный мост (Kivisild) через реку Эмайыги, здание театра «Ванемуйне», Эстонского народного музея,  Яановской церкви и церкви святой Марии.
Город был освобождён от войск вермахта 25 августа 1944 года войсками 3-го Прибалтийского фронта в ходе Тартуской операции.
Войскам, участвовавшим в освобождении Тарту, приказом ВГК от 25 августа 1944 годы была объявлена благодарность и в Москве дан салют 20-ю артиллерийскими залпами из 224 орудий.
К 1950 году численность населения города достигла 55 тысяч человек.
В ноябре 1980 года за достижения в восстановлении экономики и культуры, а также в связи с 950-летием со дня основания города, Тарту был награждён орденом Дружбы народов. 

## Население
Численность населения
| 1825   | 1833   | 1840   | 1847   | 1856    | 1863    | 1867    | 1881    | 1897   | 1922   | 1934   | 1939   |
| ------ | ------ | ------ | ------ | ------- | ------- | ------- | ------- | ------ | ------ | ------ | ------ |
| 8450   | 10 020 | 12 203 | 12 185 | 12 914  | 14 386  | 21 014  | 29 974  | 42 308 | 50 342 | 58 876 | 60 281 |
| 1940   | 1941   | 1959   | 1970   | 1979    | 1989    | 2000    | 2010    | 2011   | 2012   | 2013   | 2014   |
| 55 529 | 47 829 | 74 263 | 90 459 | 104 518 | 113 977 | 101 169 | 103 284 | 98 561 | 95 074 | 99 518 | 98 449 |
| 2015   | 2016   | 2017   | 2018   | 2019    | 2020    | 2021    | 2022    | 2023   | 2024   |        |        |
| 97 332 | 93 687 | 93 124 | 93 715 | 93 865  | 92 972  | 91 407  | 95 190  | 97 524 | 97 759 |        |        |

Этнический состав по данным переписей населения
| Национальности | 1867   | 1867 | 1881   | 1881 | 1897   | 1897 | 1922   | 1922 | 1934   | 1934 |
| Национальности | чел.   | %    | чел.   | %    | чел.   | %    | чел.   | %    | чел.   | %    |
| -------------- | ------ | ---- | ------ | ---- | ------ | ---- | ------ | ---- | ------ | ---- |
| Всего          | 21 014 | 100  | 29 974 | 100  | 42 308 | 100  | 50 342 | 100  | 58 876 | 100  |
| эстонцы        | 9 720  | 46,3 | 16 526 | 55,4 | 29 039 | 68,6 | 42 459 | 84,5 | 51 559 | 87,6 |
| немцы          | 8 907  | 42,4 | 10 486 | 35,2 | 7 020  | 16,6 | 3 210  | 6,4  | 2 706  | 4,6  |
| русские        | 1 866  | 8,9  | 1 818  | 6,1  | 3 689  | 8,7  | 2 570  | 5,1  | 2 640  | 4,5  |
| прочие         | 521    | 2,5  | 1 144  | 3,8  | 2 560  | 6,1  | 2 103  | 4,2  | 1 971  | 3,3  |

| Национальности | 1979    | 1979 | 1989    | 1989 | 2000    | 2000 | 2011   | 2011 | 2021   | 2021 |
| Национальности | чел.    | %    | чел.    | %    | чел.    | %    | чел.   | %    | чел.   | %    |
| -------------- | ------- | ---- | ------- | ---- | ------- | ---- | ------ | ---- | ------ | ---- |
| Всего          | 104 381 | 100  | 113 420 | 100  | 101 169 | 100  | 97 600 | 100  | 95 190 | 100  |
| эстонцы        | 77 597  | 74,3 | 82 031  | 72,3 | 80 397  | 79,5 | 79 700 | 81,7 | 76 227 | 80,1 |
| русские        | 21 530  | 20,6 | 24 604  | 21,7 | 16 245  | 16,1 | 14 340 | 14,7 | 12 441 | 13,1 |
| украинцы       | 1 685   | 1,6  | 1 696   | 1,5  | 1 239   | 1,2  | 891    | 0,9  | 1 107  | 1,2  |
| финны          | 1 271   | 1,2  | ..      | ..   | 1 073   | 1,1  | 706    | 0,7  | 900    | 1,0  |
| белорусы       | 749     | 0,7  | ..      | ..   | 490     | 0,5  | 355    | 0,4  | 304    | 0,3  |
| латыши         | ..      | ..   | ..      | ..   | 105     | 0,1  | 113    | 0,1  | 268    | 0,3  |
| немцы          | ..      | ..   | ..      | ..   | 123     | 0,1  | 118    | 0,1  | 306    | 0,3  |
| прочие         | 1 549   | 1,5  | ..      | ..   | 1 497   | 1,5  | 1 141  | 1,4  | 3 637  | 3,7  |

Распределение населения по владению языками (по данным переписи 2000 года) ===
| Язык        | Число владеющих | Число владеющих | Число владеющих | Число владеющих                         |
| Язык        | как родным      | как вторым      | всего, чел.     | в % к общей численности населения Тарту |
| ----------- | --------------- | --------------- | --------------- | --------------------------------------- |
| эстонский   | 79 894          | 13 151          | 94 045          | 93,0                                    |
| русский     | 18 854          | 53 663          | 72 517          | 71,7                                    |
| финский     | 549             | 7 986           | 8 535           | 8,4                                     |
| украинский  | 573             | ..              | ..              | ..                                      |
| белорусский | 145             | ..              | ..              | ..                                      |
| английский  | 52              | 36 974          | 37 026          | 36,6                                    |
| немецкий    | 46              | 20 279          | 20 325          | 20,1                                    |
| французский | ..              | 1 870           | ..              | ..                                      |
| шведский    | ..              | 1 323           | ..              | ..                                      |

Конфессиональный состав населения
| Вероисповедания                             | 1867  | 1867 | 1881  | 1881 | 1897  | 1897 | 1922  | 1922 | 1934  | 1934 | 2000  | 2000 |
| Вероисповедания                             | чел.  | %    | чел.  | %    | чел.  | %    | чел.  | %    | чел.  | %    | чел.  | %    |
| ------------------------------------------- | ----- | ---- | ----- | ---- | ----- | ---- | ----- | ---- | ----- | ---- | ----- | ---- |
| Всего                                       | 21014 | 100  | 29974 | 100  | 42308 | 100  | 50342 | 100  | 58876 | 100  | 83604 | 100  |
| лютеране                                    | 17882 | 85,1 | 25749 | 85,9 | 34392 | 81,3 | 42999 | 85,4 | 50287 | 85,4 | 12380 | 14,8 |
| православные                                | 2330  | 11,1 | 2472  | 8,2  | 4972  | 11,7 | 4744  | 9,4  | 5610  | 9,5  | 6613  | 7,9  |
| прочие вероисповедания, неверующие, атеисты | 802   | 3,8  | 1753  | 5,8  | 2944  | 7,0  | 2599  | 5,2  | 2979  | 5,1  | 64611 | 77,3 |

Примечание. Данные за 2000 год относятся только к населению в возрасте 15 лет и старше.

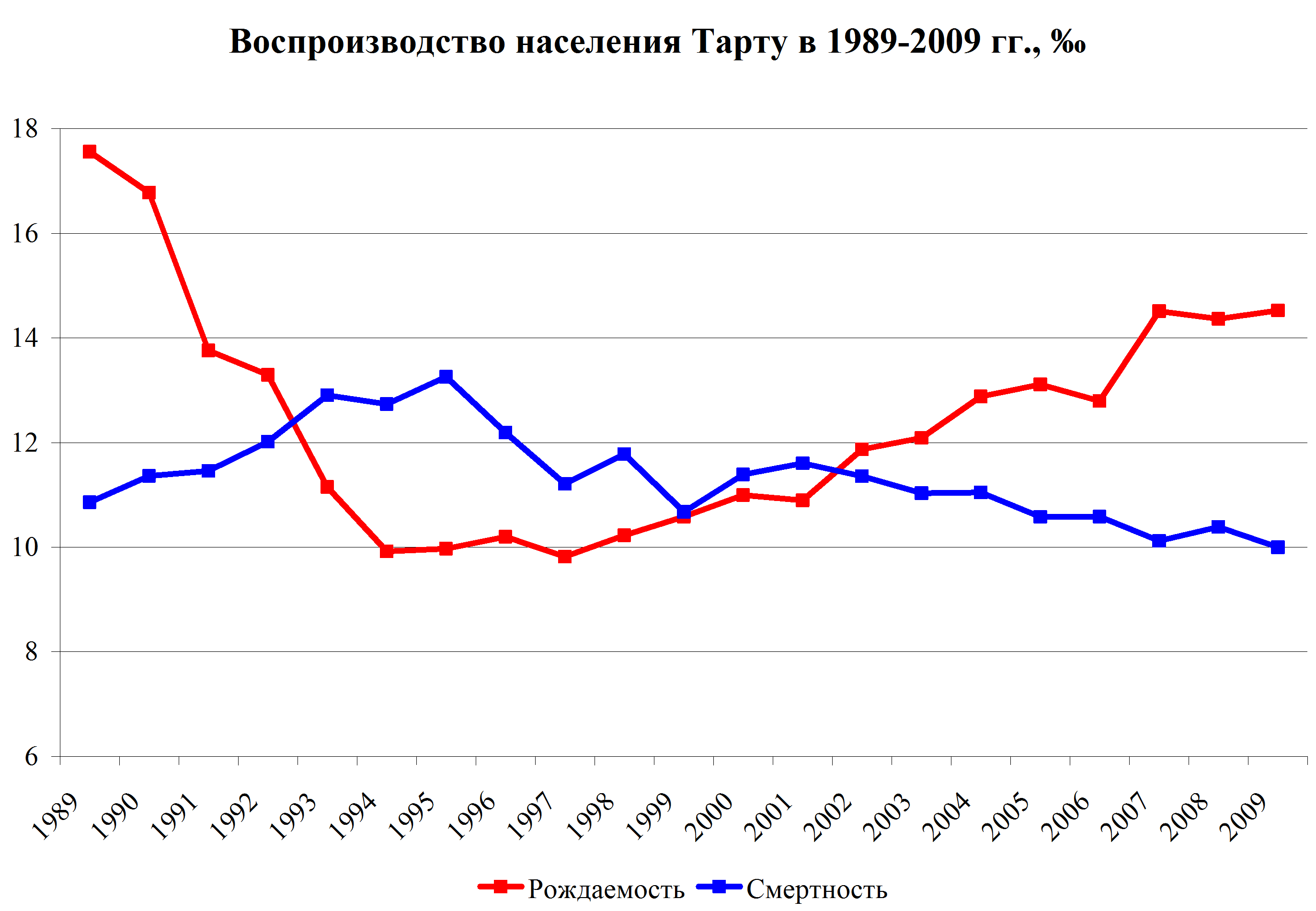

Демография

## Районы города
- Аннелинн,
- Варику,
- Веэрику,
- Ваксали,
- Ихасте,
- Карлова,
- Кесклинн,
- Кивилинн,
- Маарьямыйза,
- Раади-Круусамяэ,
- Ропка,
- Промышленный район Ропка,
- Рянилинн,
- Супилинн,
- Таммелинн,
- Тяхтвере,
- Юлейыэ,
- Яамамыйза (неофициальные названия: Хийналинн (в переводе — Китайский город) и Шанхай).

## Экономика
В современном Тарту представлены следующие виды экономической деятельности с наибольшим числом работников, наибольшим торговым оборотом или наибольшим экспортным оборотом:
- лесозаготовки: крупнейший экспортёр — акционерное общество Lemeks Wood Supply AS;
- металлообработка: крупнейший работодатель и экспортёр — акционерное общество HANZA Mechanics Tartu AS (величина экспорта в 2015 году составила 39,5 млн евро, 473 работника по состоянию на 31 марта 2020 года);
- пищевая промышленность: крупнейшие работодатели и производители — пивоваренный завод A. le Coq (359 работников по состоянию на 31 марта 2020 года) и Salvest AS (производство гомогенизированных продуктов питания и прочих пищевых продуктов, 193 работника);
- строительство модульных домов: крупнейшие работодатели и экспортёры: KM Element OÜ и Kodumajatehase AS;
- оптовая торговля: Eesti Viljasalv OÜ (оптовая торговля зерном) и Manoir Energy OÜ (оптовая торговля жидким и газообразным топливом) — в 2015 году экспортный оборот каждого предприятия составил более 50 млн евро;
- программирование: крупнейший работодатель, производитель и экспортёр данных услуг — Playtech Estonia Programmeerimine OÜ (экспорт в 2015 году — 26 млн евро, 525 работников по состоянию на 31 марта 2020 года);
- повторное использование отсортированного материала: крупнейшие экспортёры — Cronimet Nordic OÜ (металлолом), Eesti Vanapaber OÜ (макулатура), DP Recycling OÜ и Epler&Lorenz AS (опасные отходы).

В 2015 году наибольший экспортный оборот города Тарту дала отрасль «Оптовая и розничная торговля» (1 300 млн евро), за ней следовала обрабатывающая промышленность (595 млн евро), на третьем месте было строительство (468 млн евро). Наибольшее число предприятий было зарегистрировано в торговле (1177), а также в категории «Профессиональная, научная и техническая деятельность» (1160), при этом предприятия последней сферы деятельности имели наименьшую численность работников. Самые крупные работодатели были в сфере обрабатывающей промышленности.
В 2000—2010-х годах активно рос туристический сектор и развивался медицинский туризм. В 2015 году экспорт медицинских услуг составил 1,1 млн евро.

### Розничная торговля
Сектор розничной торговли представлен в основном крупными торговыми центрами, расположенными по всему городу. Крупнейшими из них являются «Лыунакескус», Тартуский универмаг, «Таску», «Ээден», «Цеппелин» и «Квартал».

## Транспорт

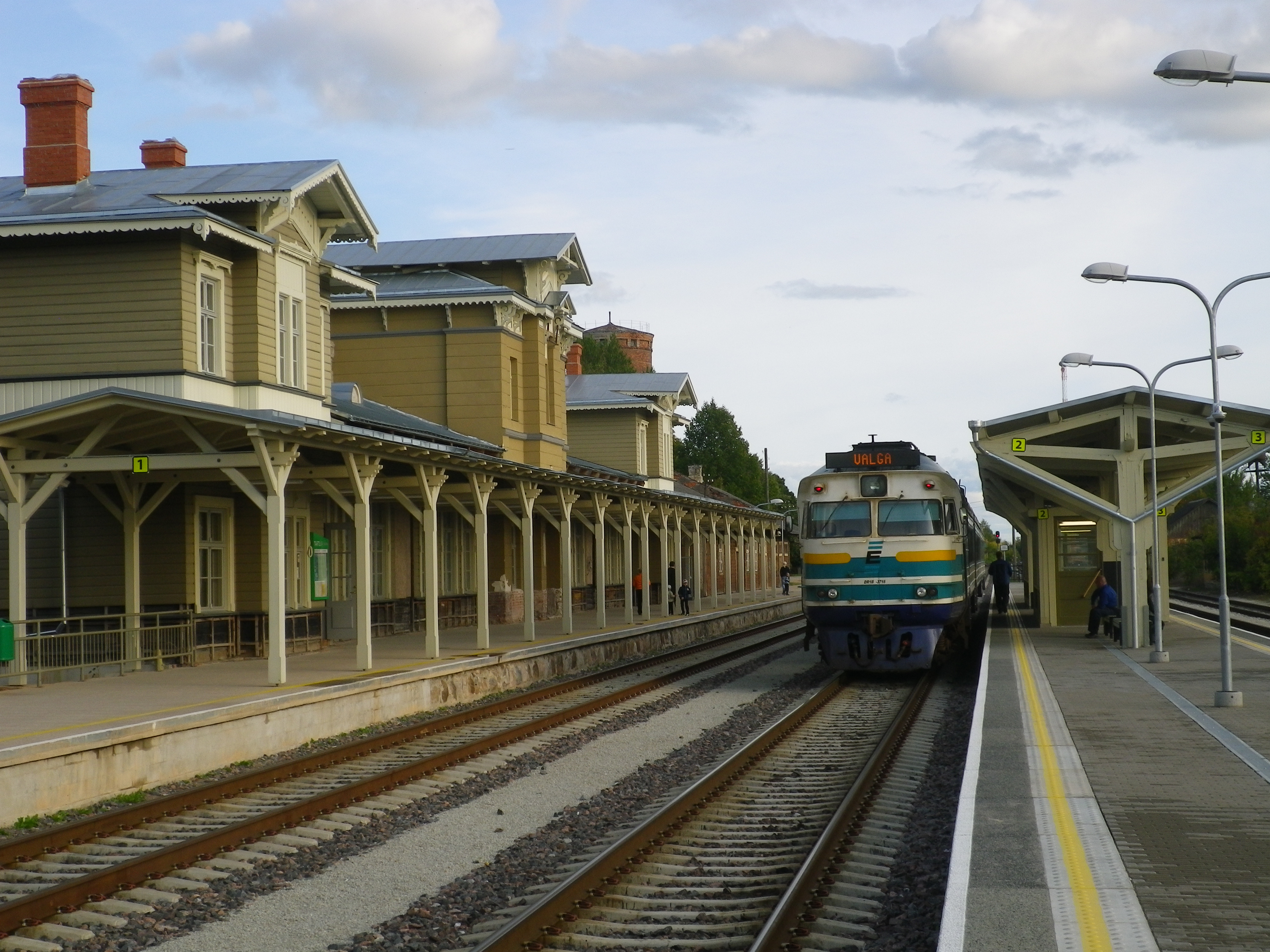
Железнодорожный вокзал Тарту в 2011 году

Тарту — узел железнодорожных линий и автомобильных дорог. Через город проходят автомобильные дороги Таллин — дорога № 7 (E 77), у границы с Россией (E 263, № 2 в Эстонии), Йыхви — Рига (E 264, № 3 в Эстонии), Тарту — Вярска (№ 45 в Эстонии), Тарту — Вильянди (№ 48 в Эстонии), Тарту — Йыгева (№ 39 в Эстонии). Проходят железные дороги Тапа — Псков (№ 2 в Эстонии), Тарту — Рига. Действует Тартуский аэропорт.

### Междугородный транспорт
С другими городами Эстонии Тарту связывает множество автобусных маршрутов и поезда в Валгу и Таллин. За пределы Эстонии из города можно добраться автобусами Lux Express, Ecolines, Simple Express в Ригу, Санкт-Петербург, Псков, Москву, Минск, а также самолётами компании FlyBE Nordic в Хельсинки.

### Городской транспорт
В городе действует разветвлённая сеть общественных автобусных маршрутов, работающих по расписанию.

### Парковки
Отличительной особенностью Тарту является бесплатный период парковки даже в подземных и надземных паркингах при условии установки на видном месте автомобиля часов с временем прибытия от 15 до 120 минут (указан под знаком платной парковки). Оплатить парковку можно в специализированный монетоприёмный автомат авансом до начала платного периода, с помощью услуги мобильной парковки или через специальное приложение Parkimine для мобильного телефона. Стоимость парковки составляет до 2 евро в час. Штраф за нарушение правил платной парковки составляет 36 евро.

## Государственные учреждения
С 2001 года в Тарту находится Министерство образования и науки Эстонии.

## Здравоохранение
Сектор здравоохранения Тарту представлен в основном отдельными специализированными клиниками Тартуского университета: анестезиологии и интенсивной терапии; гематологии и онкологии; гинекологии и акушерства (женская клиника); дерматологии; кардиологии; невропатологии; отоларингологии; офтальмологии; педиатрии (детская клиника); психиатрии; пульмонологии (лёгочная клиника); соматических состояний (гастроэнтерологическое,  эндокринологическое, нефрологическое, инфекционное, ревматологическое и др. отделения); хирургии, стоматологии, спортивной медицины и реабилитации; станция переливания крови. 
В городе действует множество частных стоматологических клиник, а также несколько частных лечебных заведений, в том числе практикующих траволечение, остеопатию и прочие нетрадиционные методы терапии.
Характерной особенностью здравоохранения города является хорошая обеспеченность клиник медицинским персоналом и оснащённость оборудованием, а также наличие у лечебных учреждений специализированных пакетов услуг для медицинских туристов. Бюджетная обеспеченность учреждений из расчёта на одного пациента в год превышает среднюю по стране почти четырёхкратно (бюджет медицинских учреждений Тарту в 2012 году составляет 80,9 млн. евро, а, к примеру, Таллина — 91,9 млн. евро).
Помощь пациентам, требующим длительного восстановления, оказывается окружным центром реабилитации больницы «Элва».

## Образование и наука
В городе расположен Тартуский университет (прежние названия: Дерптский университет, Юрьевский университет) — ведущее высшее учебное заведение Эстонии, обладающее значительной научной базой и системой вспомогательных учреждений (Тартуская обсерватория, Эстонский генный фонд и др.). Объём научно-исследовательской и опытно-конструкторской деятельности Тартуского университета составляет более половины показателей по всей стране. В городе работает Эстонский университет естественных наук (прежнее название: Эстонская сельскохозяйственная академия) и ещё 9 высших учебных заведений.
В Тарту находятся Эстонский биоцентр, Тартуский биотехнологический парк и Тартуский научный парк. Основанный в 2001 году Тартуский биотехнологический парк является членом союза ScanBalt, объединяющего биотехнологические предприятия и организации северных и прибалтийских стран, и международной ассоциации научных парков (IASP). Основанный в 1992 году Тартуский научный парк имеет тесные связи со всеми южно-эстонскими учреждениями, занимающимися научно-исследовательской и опытно-конструкторской деятельностью, в первую очередь, с Тартуским университетом. В 2010 году в Тартуском научном парке началось строительство крупнейшей в странах Прибалтики нанолаборатории.

### АХХАА

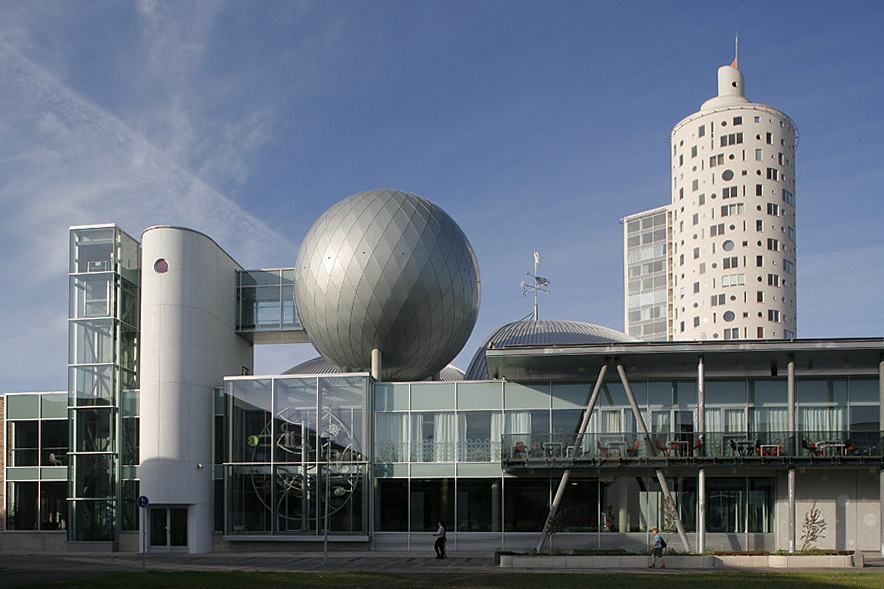
Научно-образовательный центр «АХХАА»

АХХАА — крупнейший научно-образовательный центр в Эстонии и во всей Прибалтике. Центр начал свою деятельность 1 сентября 1997 года как проект Тартуского университета. С начала 2000 года АХХАА работал в помещениях Тартуской обсерватории, а в 2004 году был создан соответствующий фонд. С 2009 года АХХАА работал в торговом центре «Лыунакескус» в Тарту и в 2009—2013 существовал филиал АХХАА на площади Свободы в Таллине. 7 мая 2011 года открылось новое здание в Тарту.
Роль АХХАА — создавать привлекательную, инновативную, многофункциональную среду обучения, предлагая для этого услуги, направленные на усвоение новых знаний.
Главным методом являются выставки типа «попробуй сам», которые, в свою очередь, поддерживаются различными программами дополнительного образования (планетарий, пилотные программы школьных лабораторий, создание учебных пособий, научный театр и пр.)
Девиз АХХАА: «Думаем играючи!»

## Культура и искусство

### Театры
- Музыкально-драматический театр «Ванемуйне» (основан в 1865 году, здание неоднократно переносилось и перестраивалось)[85].
- Театральный дом (находится в старой части города, в деревянном доме XVIII века, принадлежит Тартускому музею игрушек)[86].
- Певческое поле (амфитеатр, вмещает около 10000 зрителей)[87].
- Портовый театр (эст. Sadamateater), находится недалеко от центра города, на берегу реки Эмайыги)[88].
- Тартуский Новый театр (эст. Tartu Uus Teater)[89].
- Театр «Карлова» (эст. Karlova teater)[90].
- Театр студентов Тартуского университета (Tartu Üliõpilasteater)[91].
- «Электритеатер», кинотеатр свободного авторского кино (Tartu Elektriteater)[92].

### Музеи
- Эстонский национальный музей (основан в 1909 году, в 1940—1988 годах — этнографический музей Эстонии) — одно из самых значительных хранилищ предметов материальной культуры эстонского народа;
- Тартуский городской музей;
- Тартуский художественный музей;
- музей «Подземелья КГБ»;
- Эстонский литературный музей (прежнее название: литературный музей им. Ф. Р. Крейцвальда);
- дом-музей писателя Оскара Лутса;
- Эстонский музей спорта и Олимпийских игр
- музей сельского хозяйства (находится в волости Юленурме, недалеко от Тарту);
- Тартуский музей игрушек;

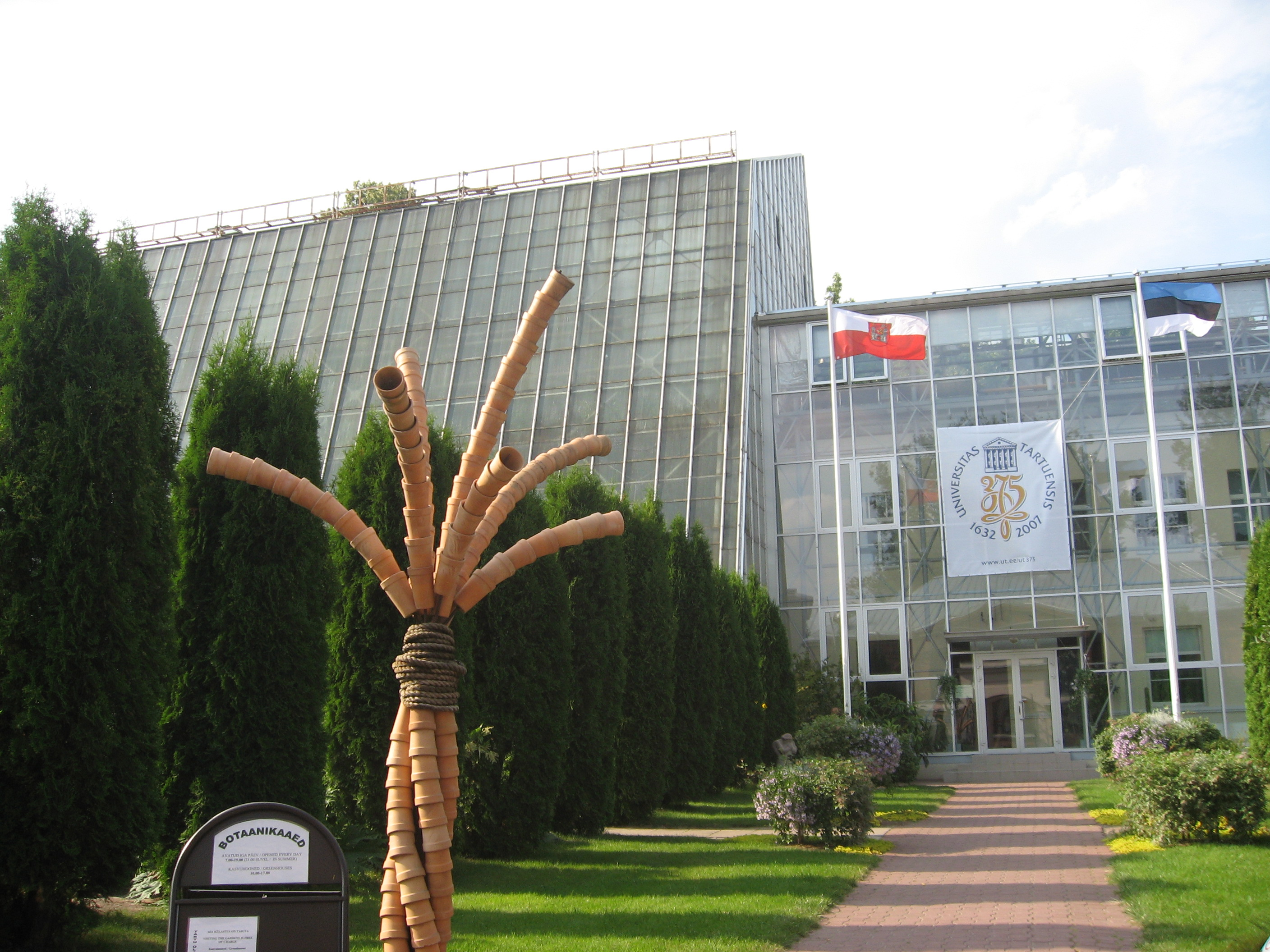
Ботанический сад Тартуского университета

- Тартуский музей певческого праздника;
- Центр популярной науки АХХАА;
- Эстонский авиационный музей.
- Музей пива и пивного производства на фабрике A le Coq
- Музей печати и бумаги (TYPA muuseum)

#### Музеи Тартуского университета
- Музей истории;
- художественный музей;
- зоологический музей;
- музей — обсерватория;
- геологический музей;
- ботанический сад.

### Художественные галереи
- Галерея Паллас (Pallase galerii)
- Галерея Арт & Тоник (Art & Tonic galerii)
- Kogo
- Pime (Pimik, Ag47)
- Галерея музея печати и бумаги (TYPA galerii)
- Галерея Гильди (Gildi galerii)
- Галерея дома Тампере (Tampere maja galerii)
- Галерея Якоби (Jakobi galerii)
- tARTu pood
- Aparaaditehase galeriid
- Chemicumi galerii
- Omicumi galerii
- Тартусский дом художника и Монументальная галерея (Tartu Kunstimaja, Monumentaal galerii)

## Достопримечательности

### Архитектурные памятники

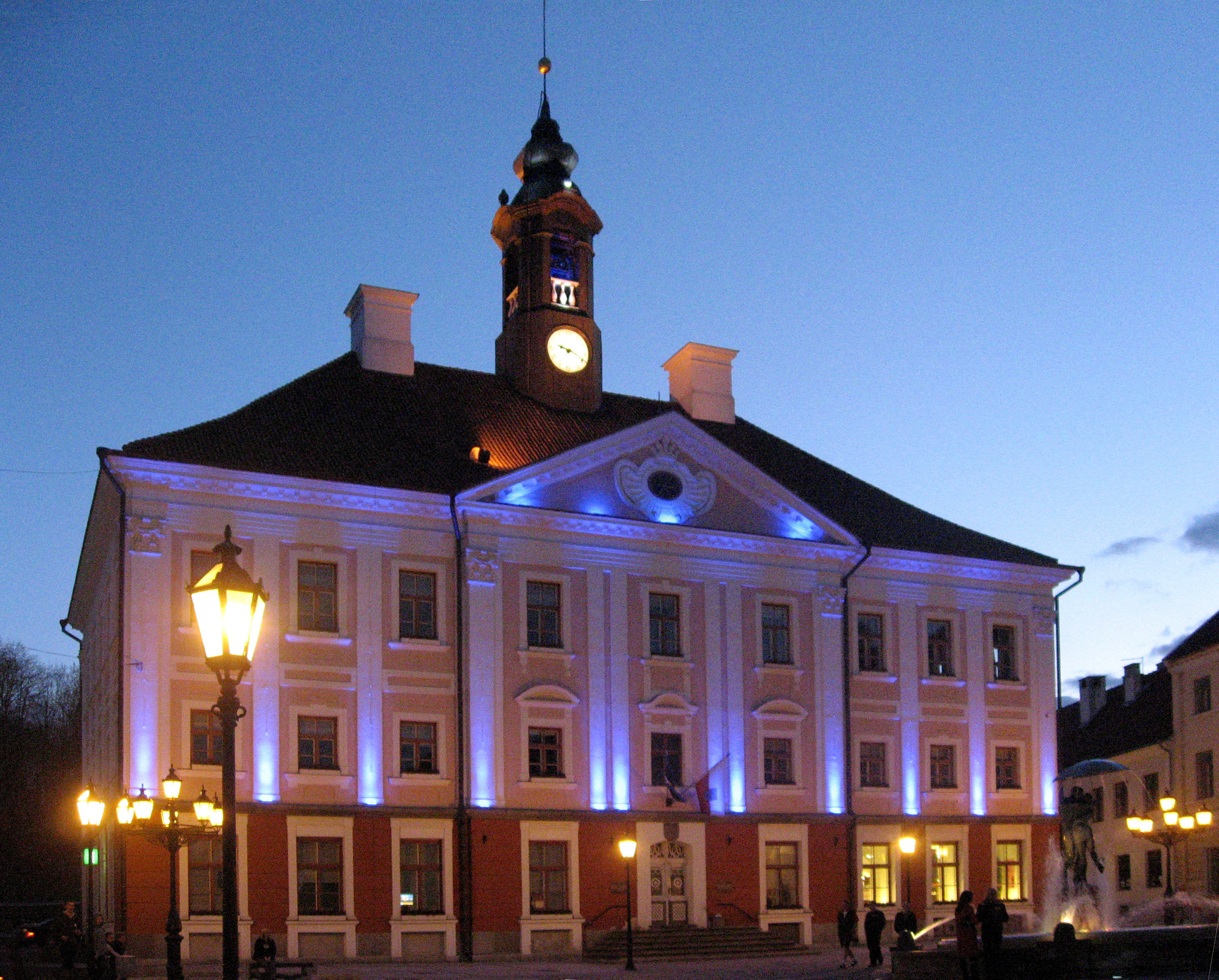
Тартуская ратуша вечером
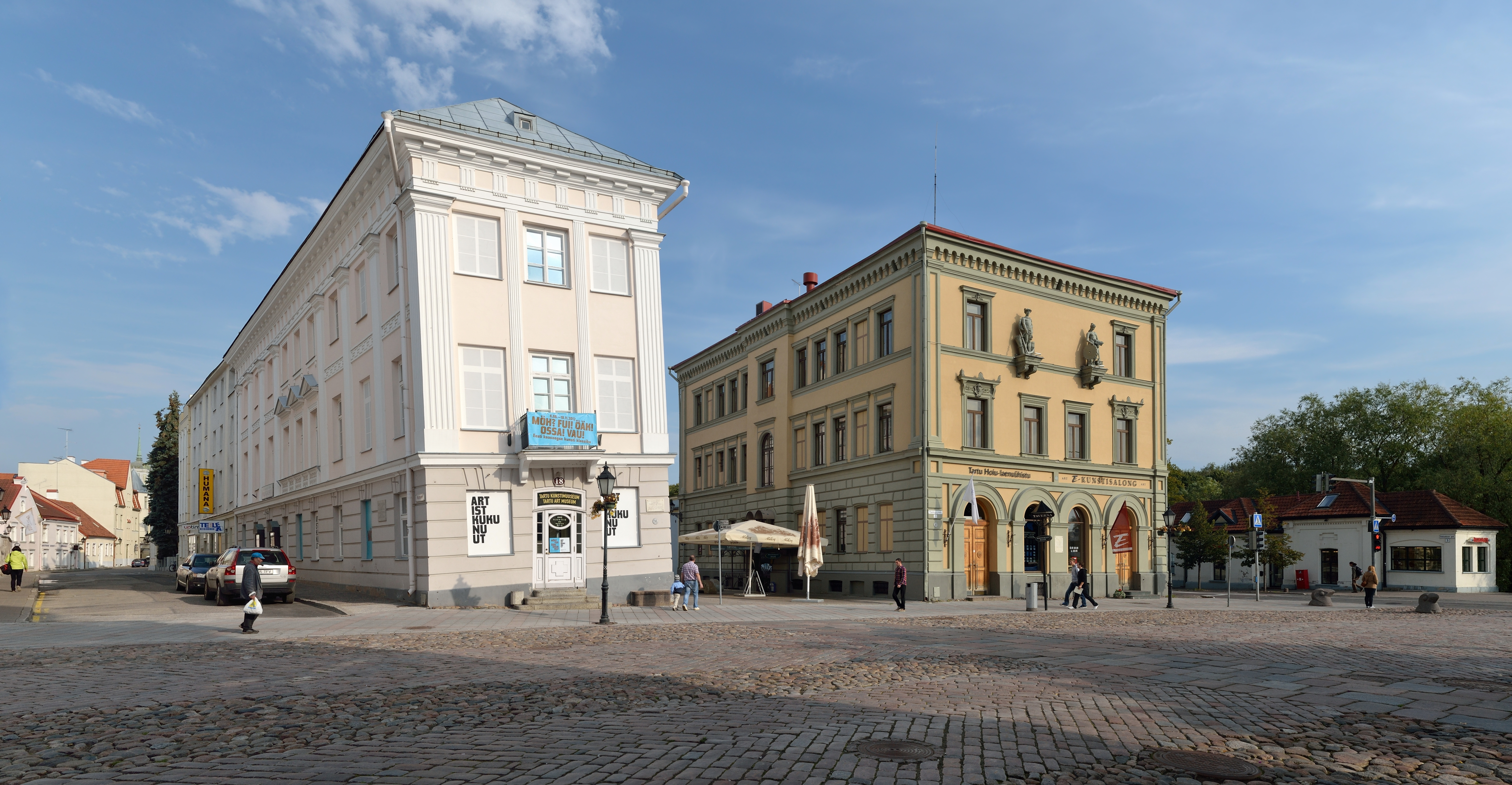
«Падающий» дом на Ратушной площади
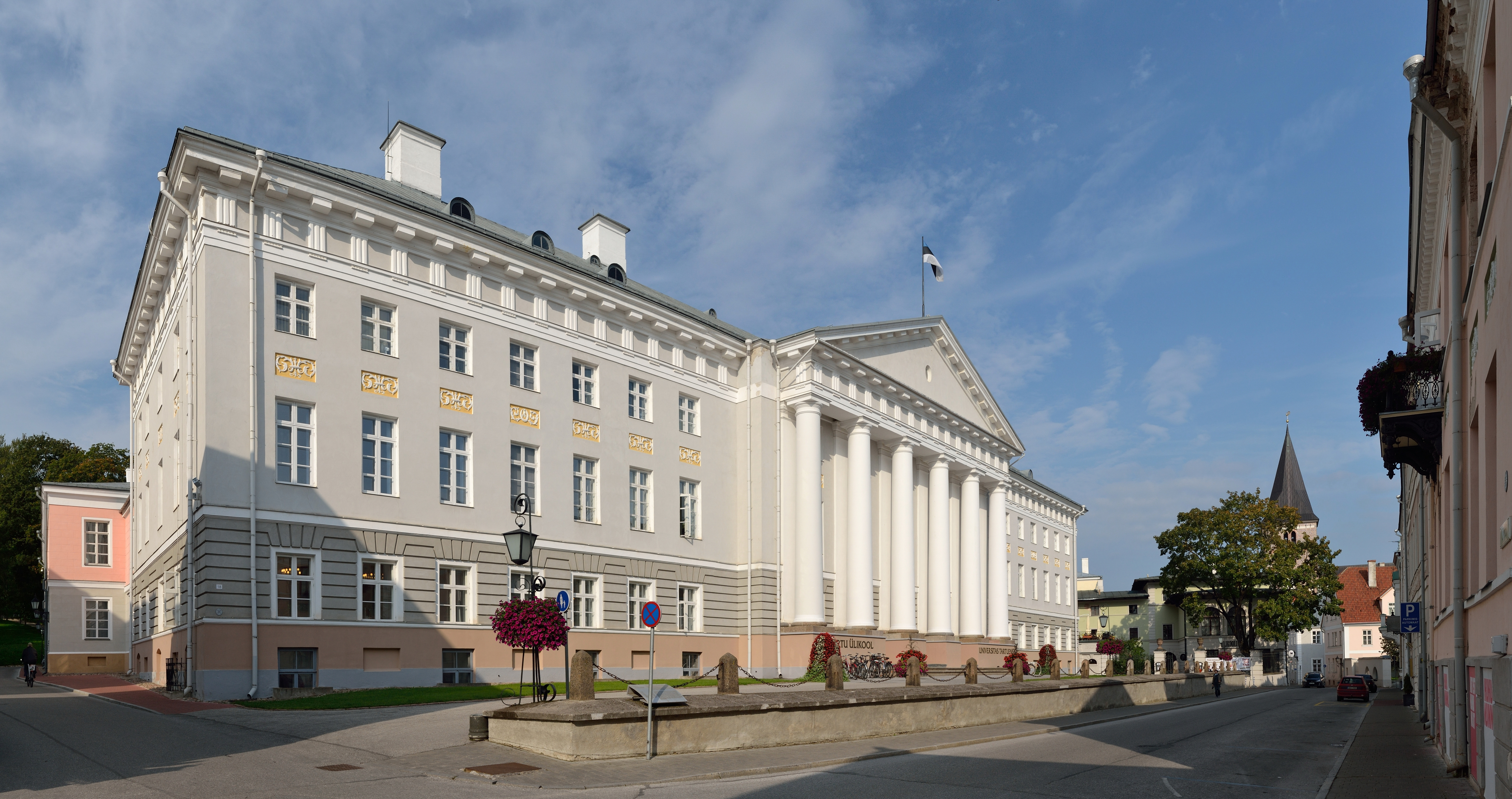
Главное здание Тартуского университета
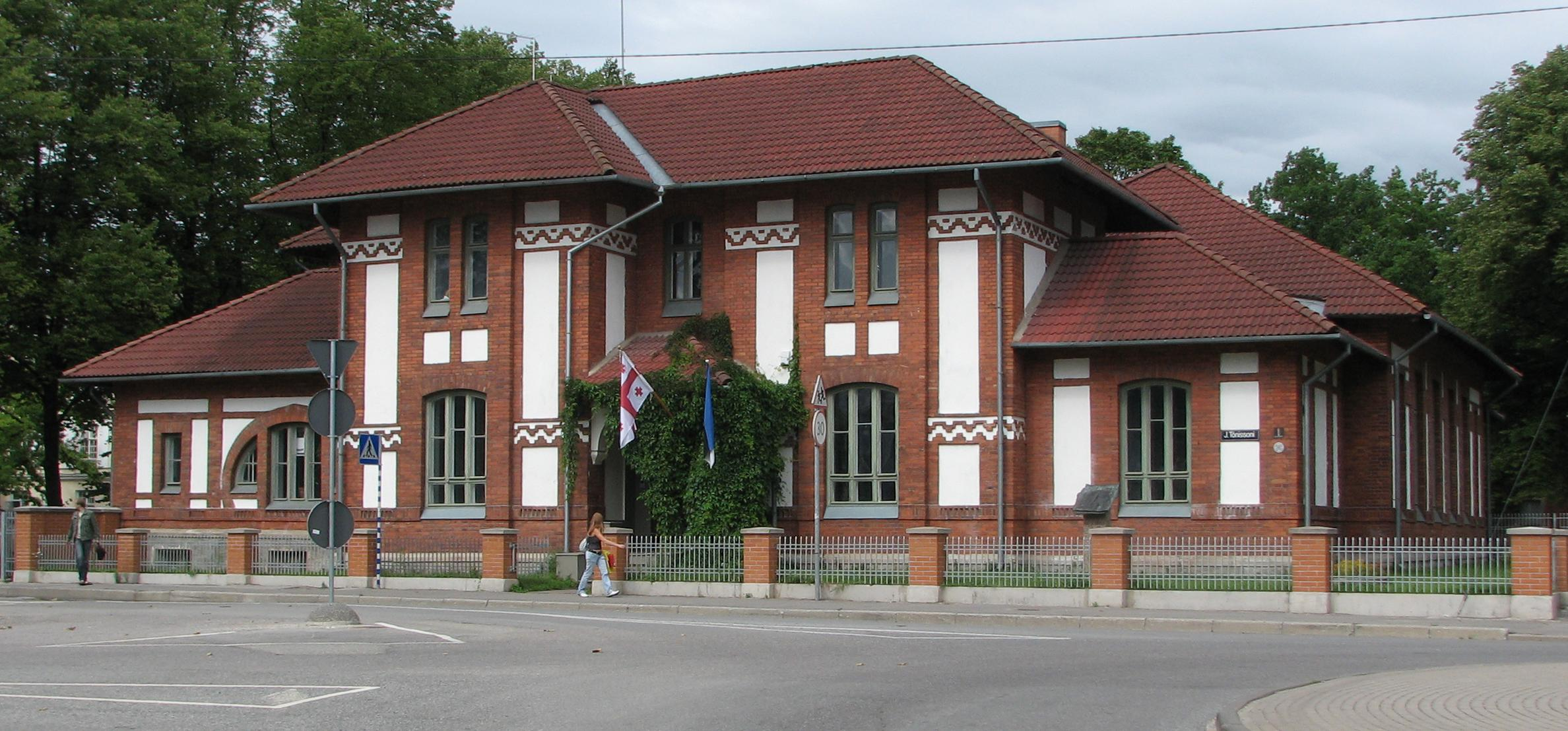
Здание Общества эстонских студентов
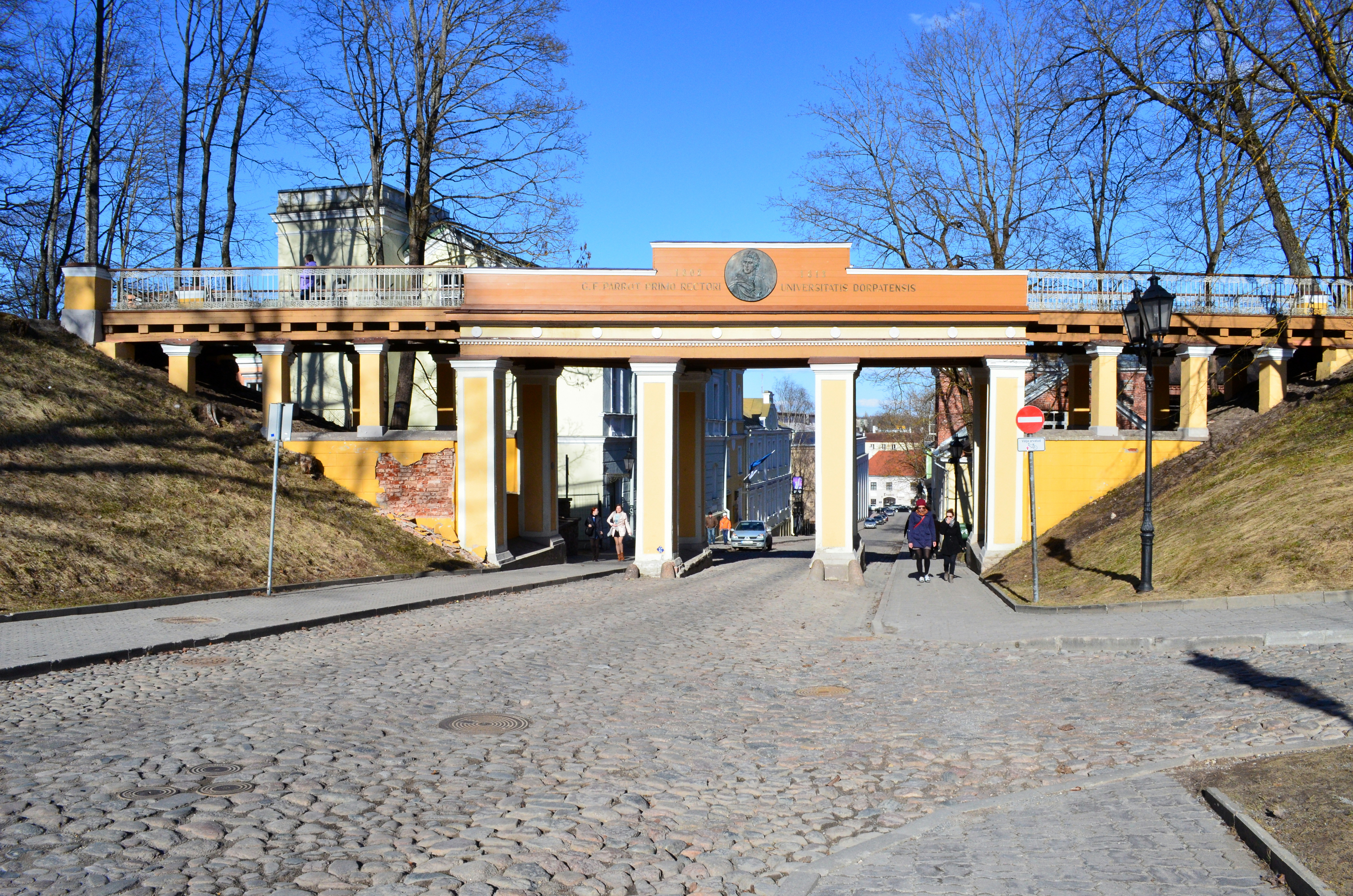
Ангелов (Английский) мост
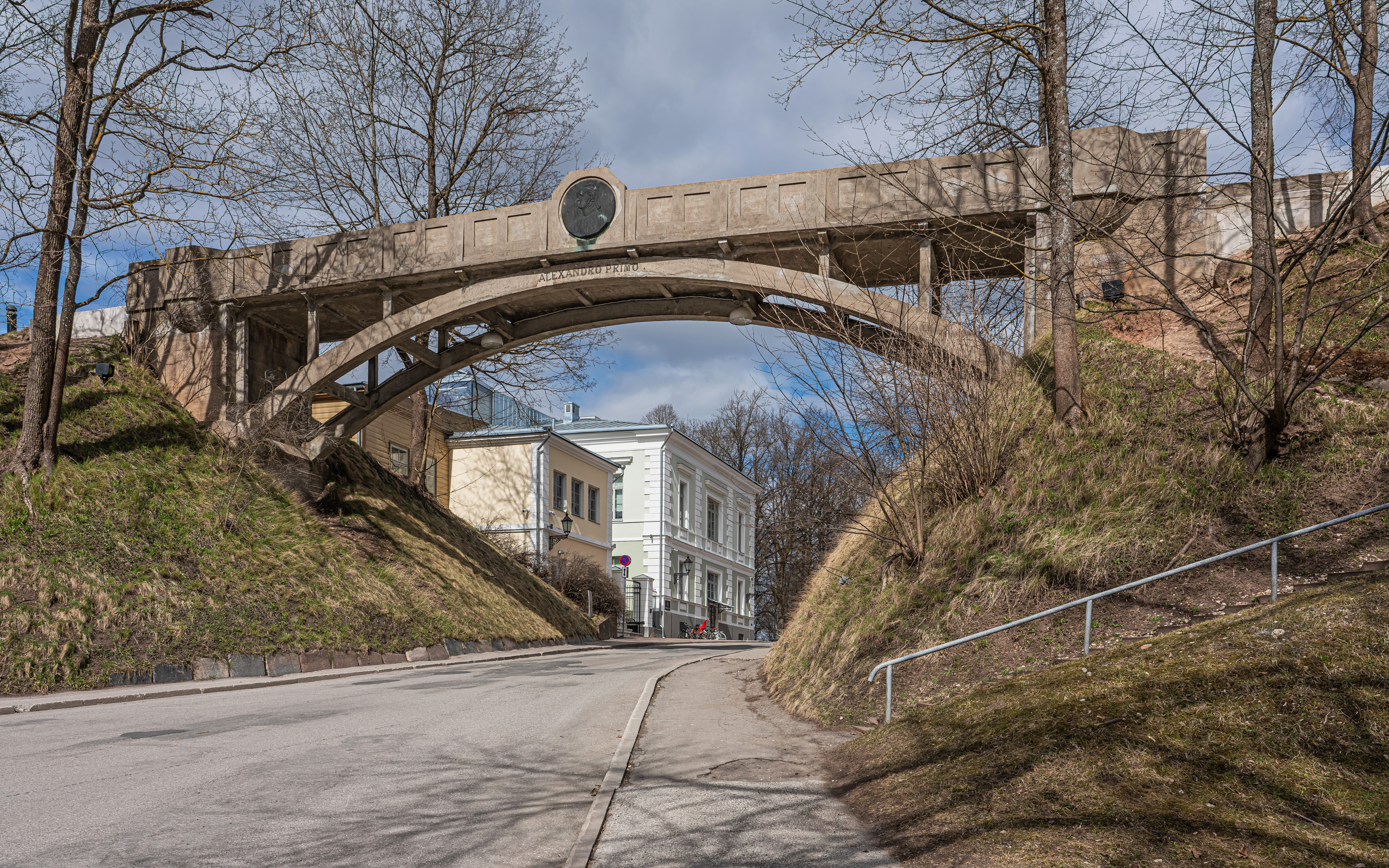
Чёртов мост (памятник российскому императору Александру I и 300-летию дома Романовых)
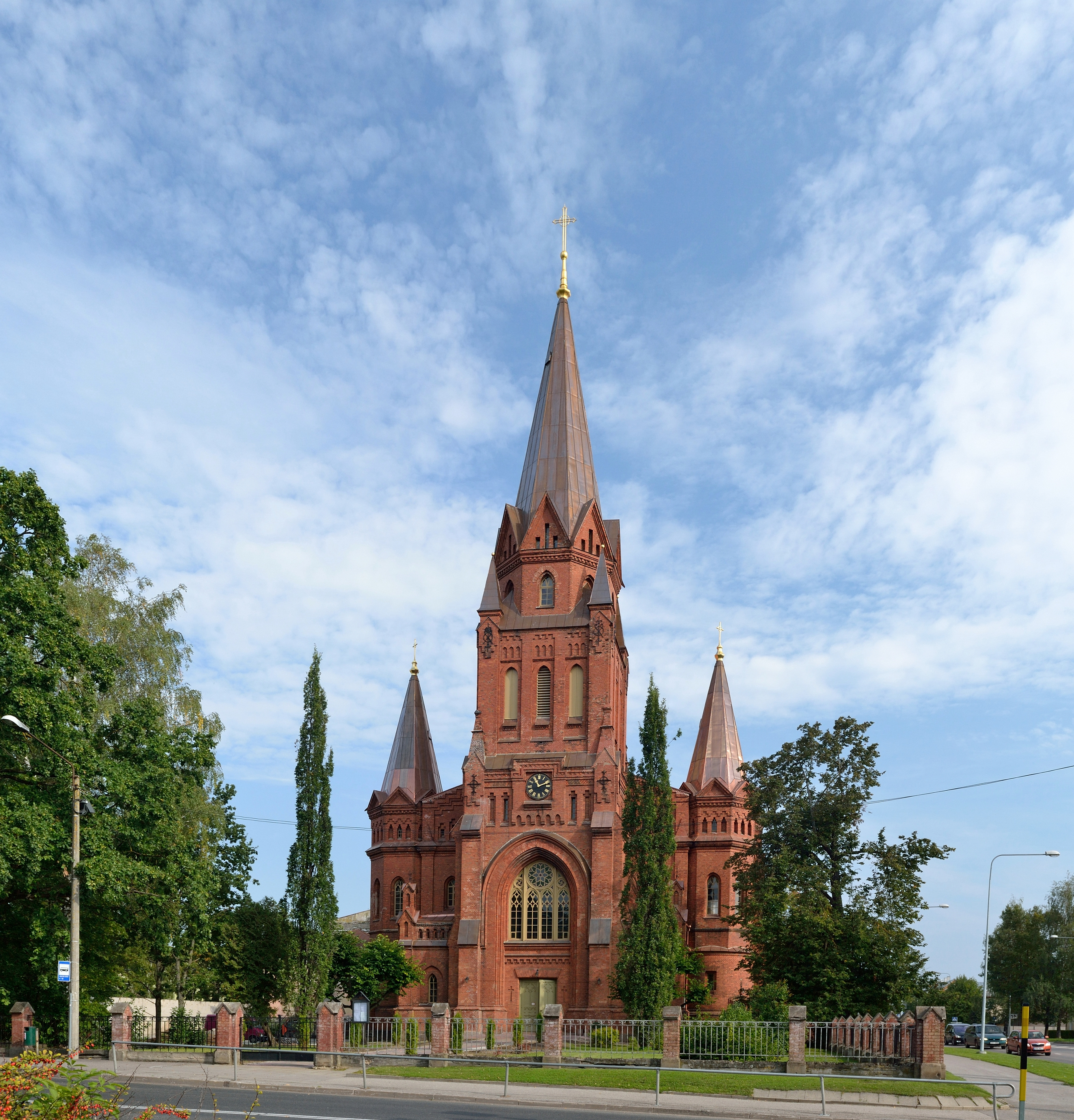
Церковь Святого Петра
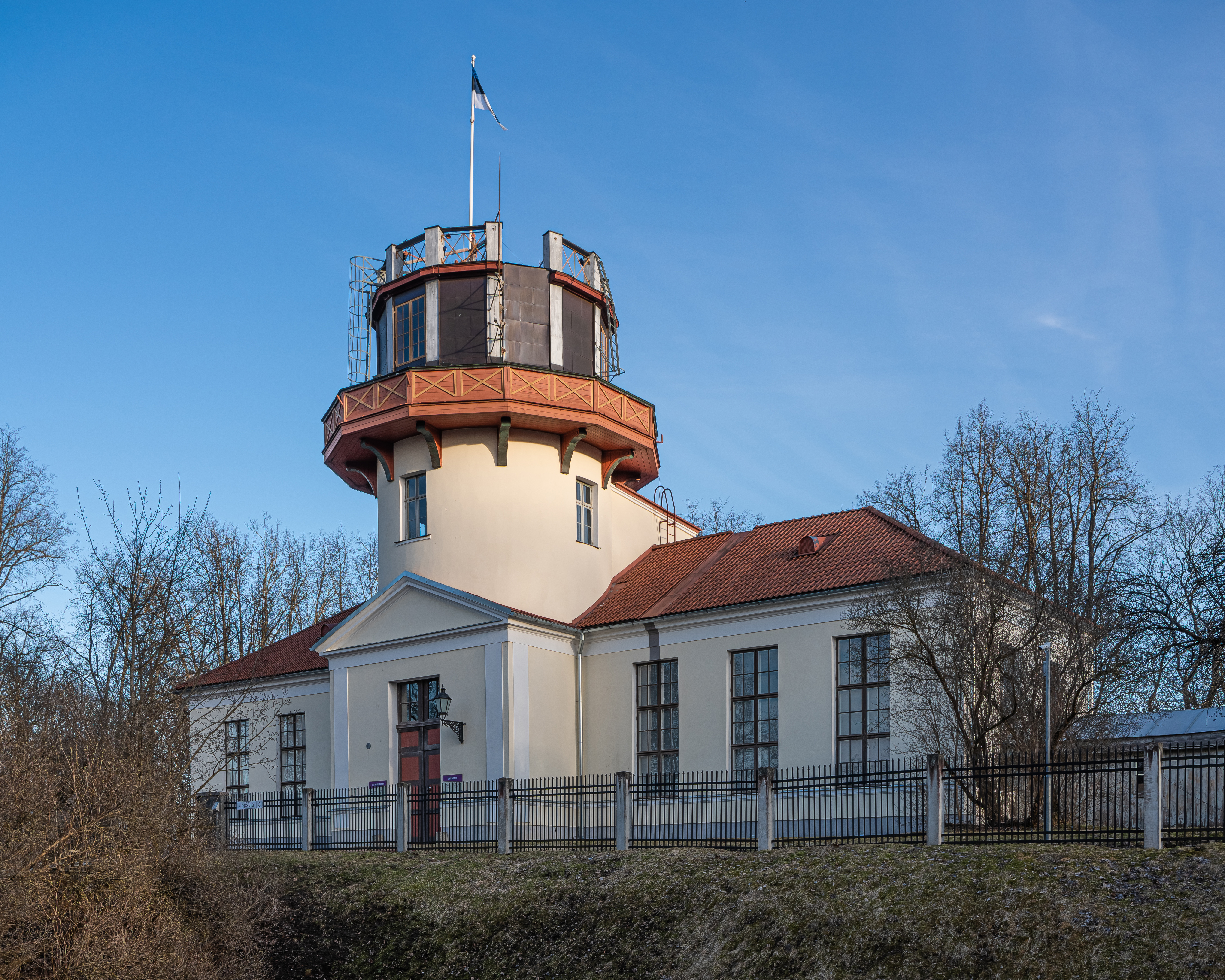
Старая обсерватория
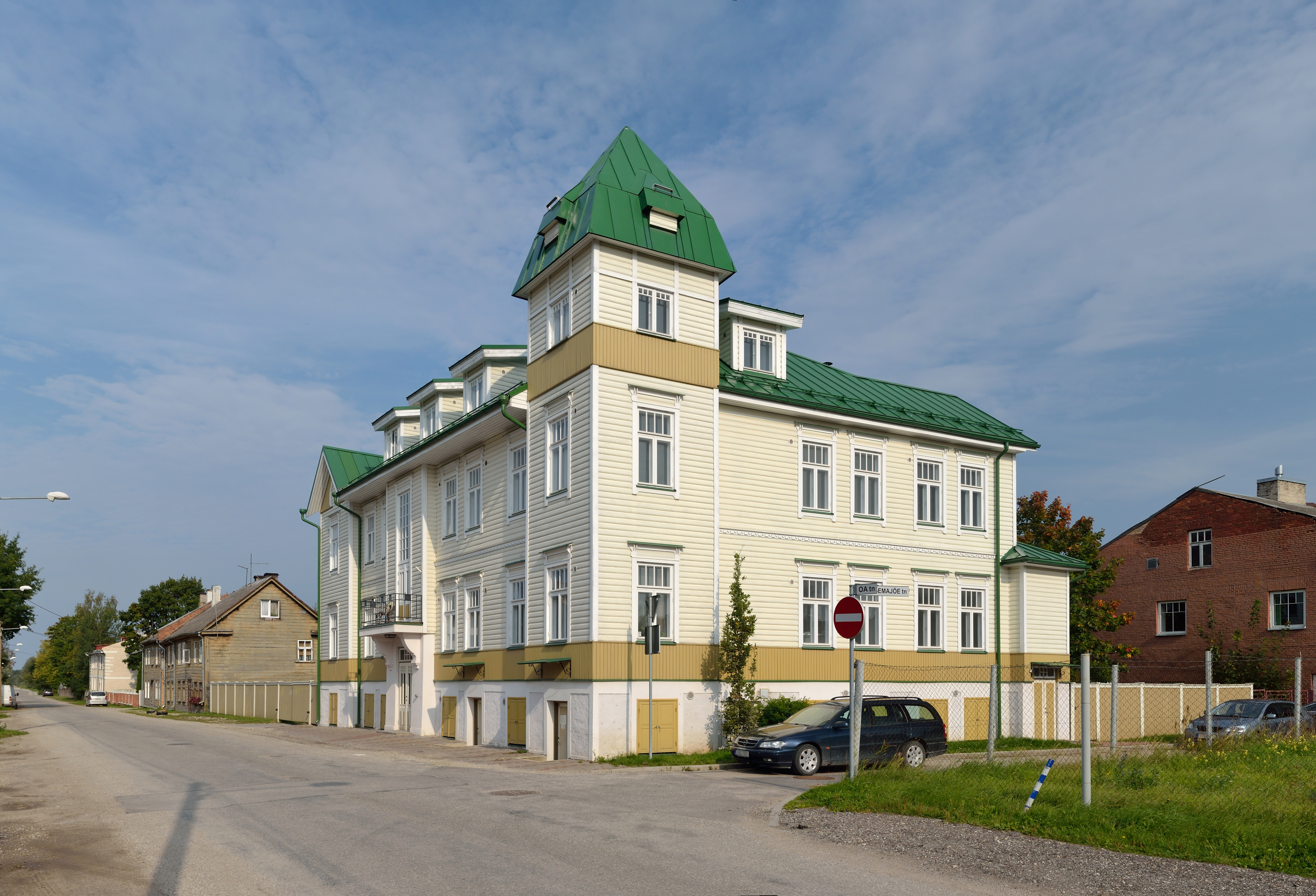
Деревянный дом № 1 на улице Оа
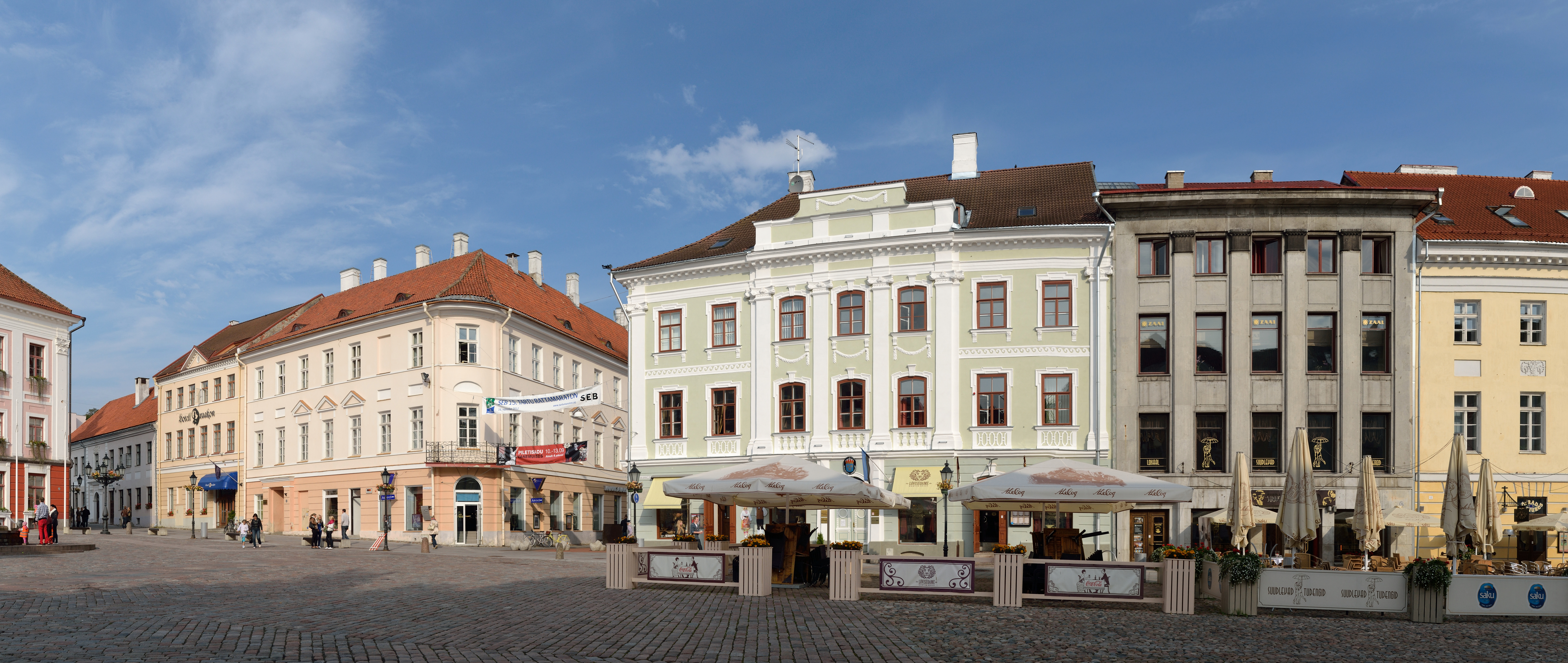
Ратушная площадь. Дома № 6, 8 и 10
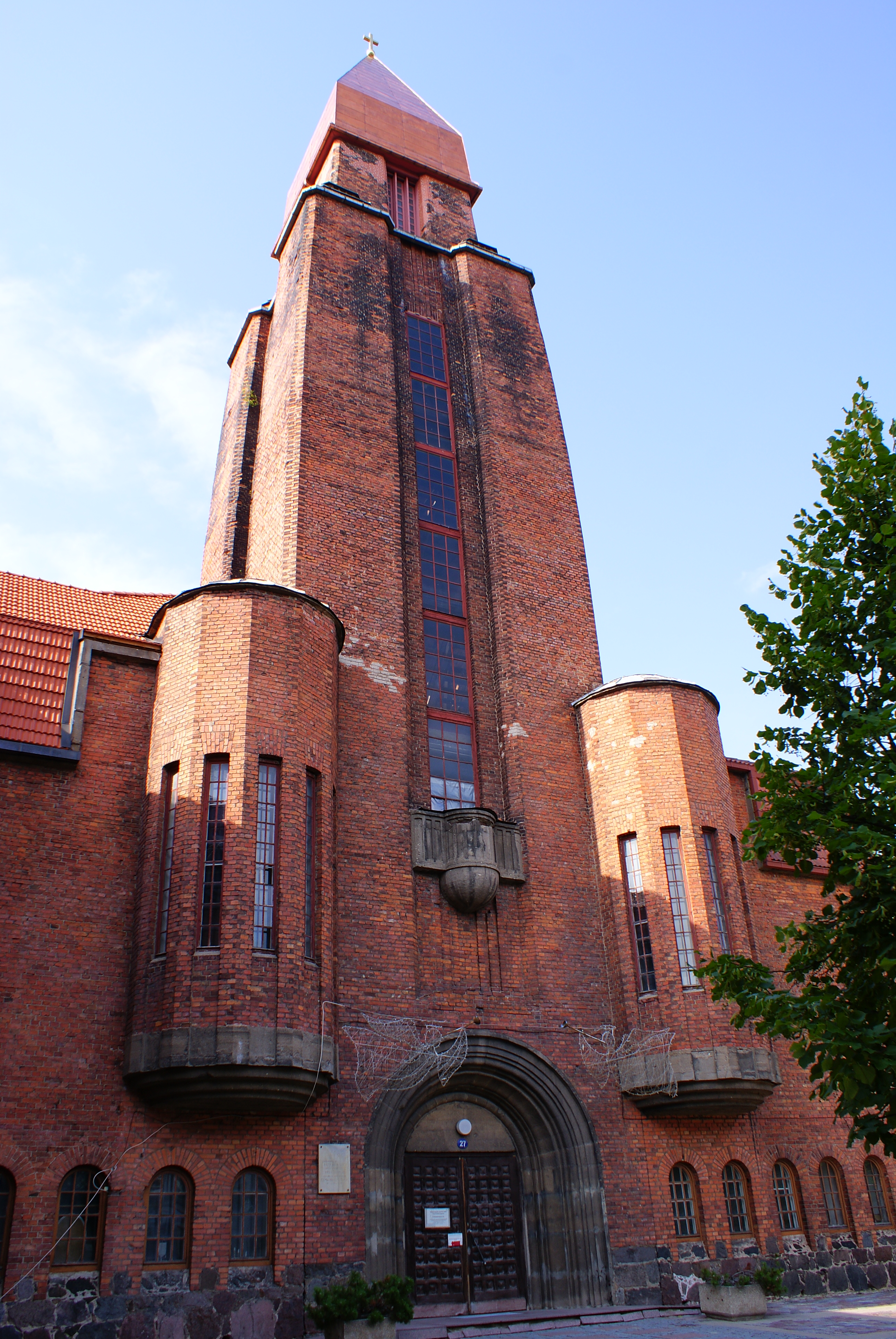
Церковь Святого Павла
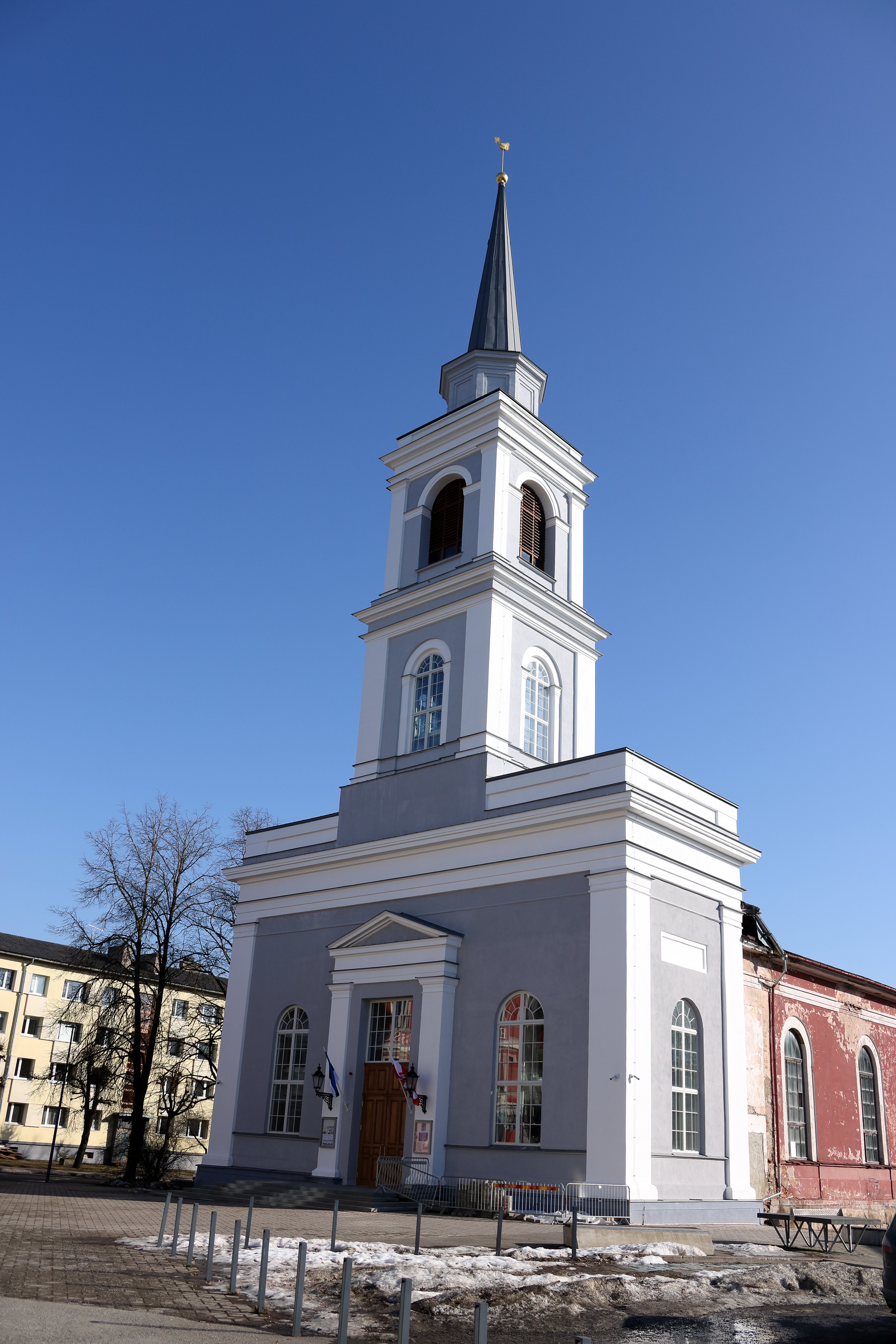
Церковь Святой Марии[эст.]
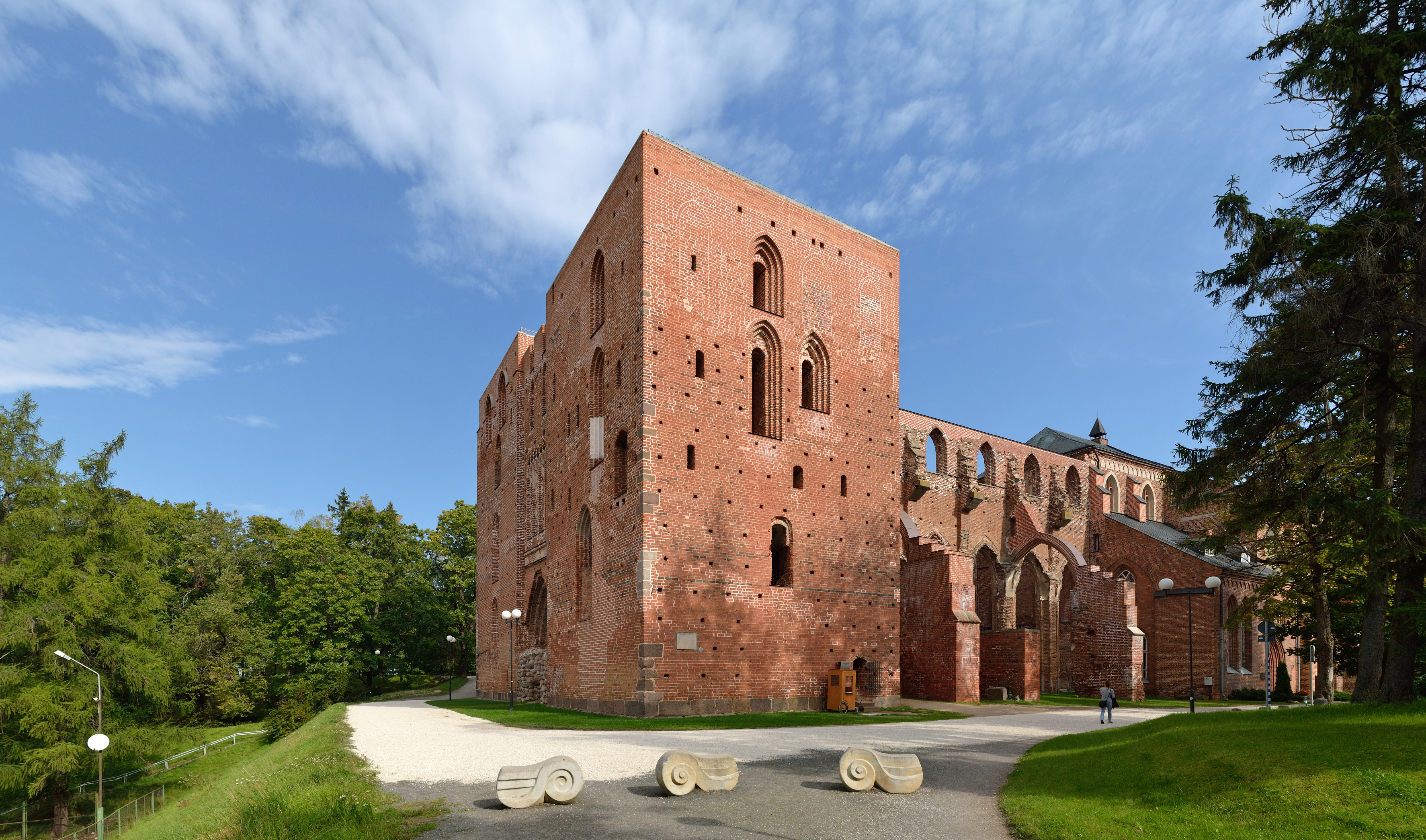
>Руины Домского собора
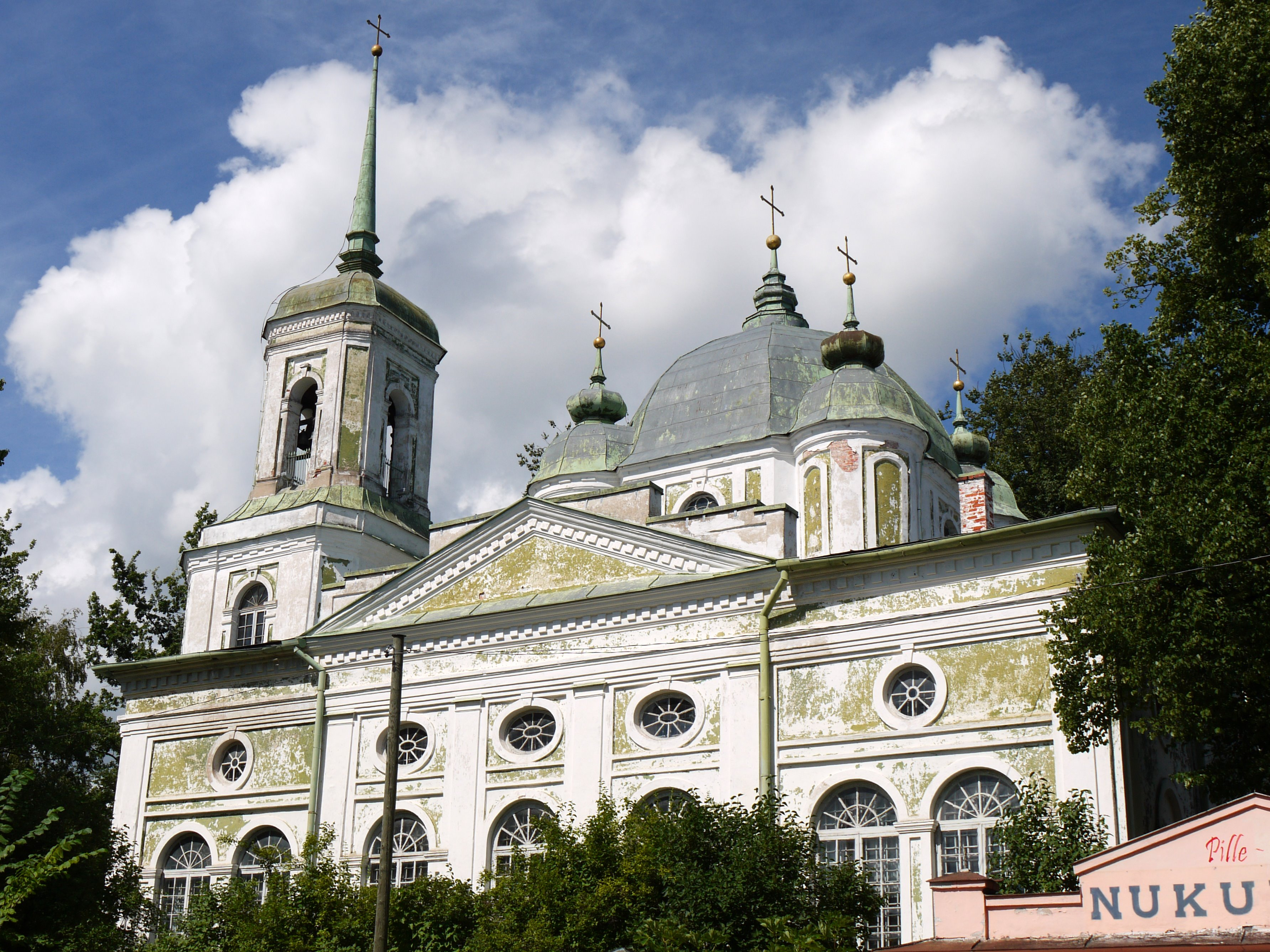
Собор успения пресвятой Богородицы (Успенский собор)
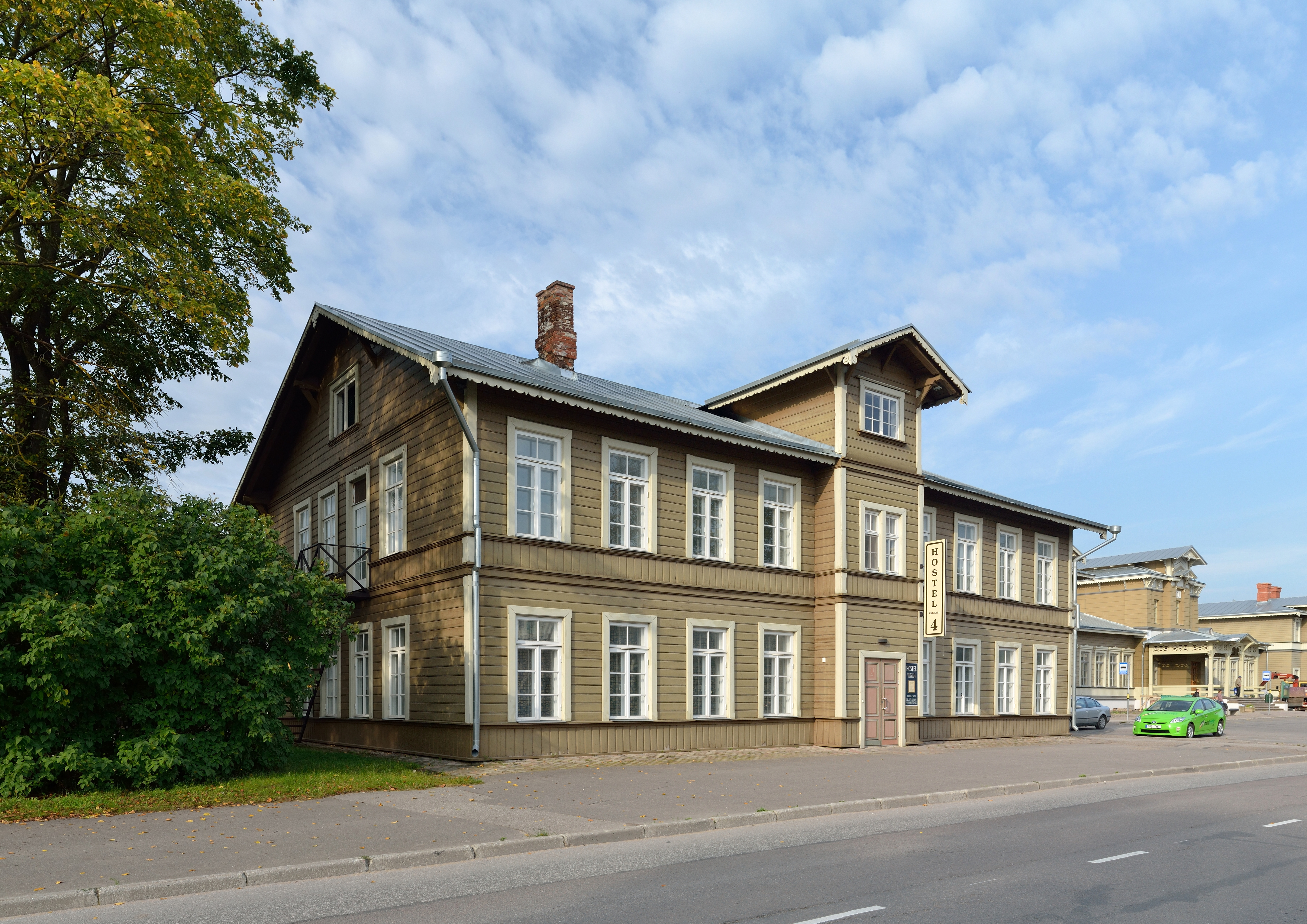
Бывший жилой дом железнодорожников, ул. Ваксали 4
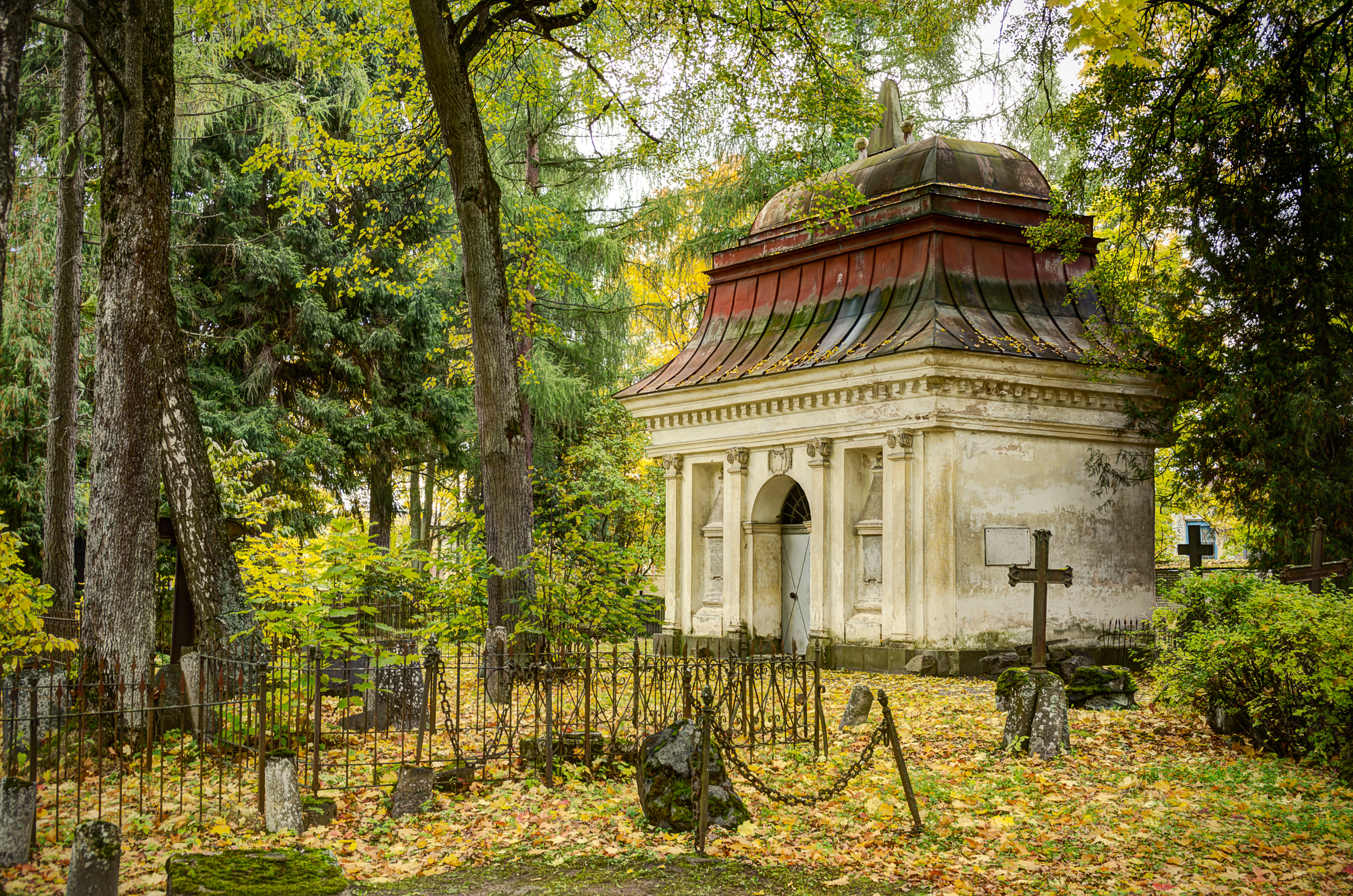
Часовня Теллера, постройка 1794 года
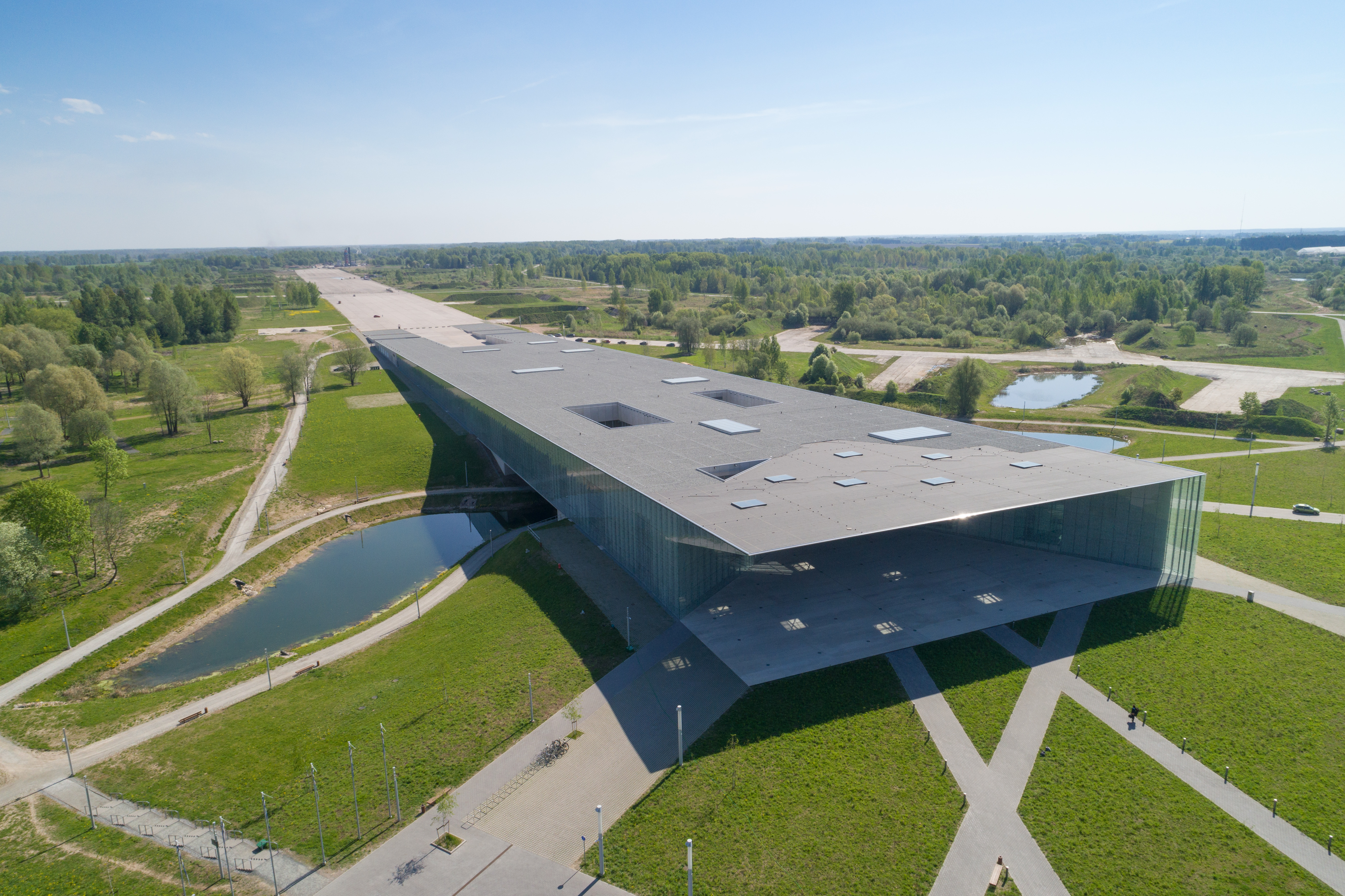
Здание Эстонского национального музея

В Старом городе расположена основная часть историко-архитектурных памятников: ратуша (1789) и Ратушная площадь в стиле раннего классицизма, жилые дома, Яновская церковь (XIV век), главный корпус университета (1804—1809). На холме Тоомемяги (в парке Тооме) развалины Домского (Петра и Павла) собора (XIII—XV вв., хоровая часть в 1804—1807 годах перестроена в библиотеку университета, ныне музей), Старый Анатомикум (1803—1805), церковь Святой Марии (1834—1841) и обсерватория. Среди более современных построек — Церковь Святого Павла (1913—1917), здание Банка Эстонии (1936), библиотека Тартуского университета (1982), театр «Ванемуйне» (1967) и др.
Также достопримечательностью является расположенный на северо-восточной окраине города аэродром, не используемый с 1999 года по назначению, но являвшийся самым большим военным аэродромом Восточной Европы. До вывода российских войск в 1992 году здесь базировались самолёты стратегической и военно-транспортной авиации СССР, а затем Российской Федерации. В 2016 году в южной части ВПП был построено новое здание Эстонского национального музея.

### Памятники и монументы
Одним из самых примечательных памятников, находящихся на территории Университета Тарту, является памятник молодому поэту и собирателю карело-финского эпоса (включая Калевалу) и реформатору поэтического слога — романтику Кристиану Петерсону. Ежегодно, 14 марта, его день рождения отмечается как «День родного языка». 
В городе установлено множество памятников: памятник полководцу М. Б. Барклаю-де-Толли (1849, скульптор В. И. Демут-Малиновский), естествоиспытателю К. М. Бэру (1886, А. М. Опекушин), астроному В. Я. Струве, эстонскому поэту К. Я. Петерсону (1983, Я. Соанс), хирургам Н. И. Пирогову (1952), Н. Н. Бурденко (1952), князю Вячко и старейшине Меэлису (1980), писателю-просветителю Ф. Крейцвальду (1953). Мемориальный комплекс советским воинам на братском кладбище возле озера Раади(1975). Неформальным символом города является скульптура «Целующиеся студенты» с фонтаном (1998), расположенная на ратушной площади.
Одним из оригинальных памятников Тарту является скульптурная композиция «Оскар Уайльд и Эдуард Вильде», изображающая современников — английского писателя Оскара Уайльда (1854—1900) и эстонского писателя Эдуарда Вильде (1865—1933) — во время их воображаемой встречи в 1890 году. Их фамилии латиницей пишутся одинаково (Wilde), что и подтолкнуло скульптора Тийу Кирсипуу к созданию композиции. Памятник в Тарту был открыт в 1999 году, а через пять лет у эстонских деятелей культуры возникла идея подарить копию монумента Ирландии, уроженцем которой был Оскар Уайльд, в ознаменование вступления Эстонии в Европейский союз, что и было осуществлено 1 мая 2004 года. В Ирландии памятник двум «Уайльдам» установлен в городе Голуэй.

## Спорт

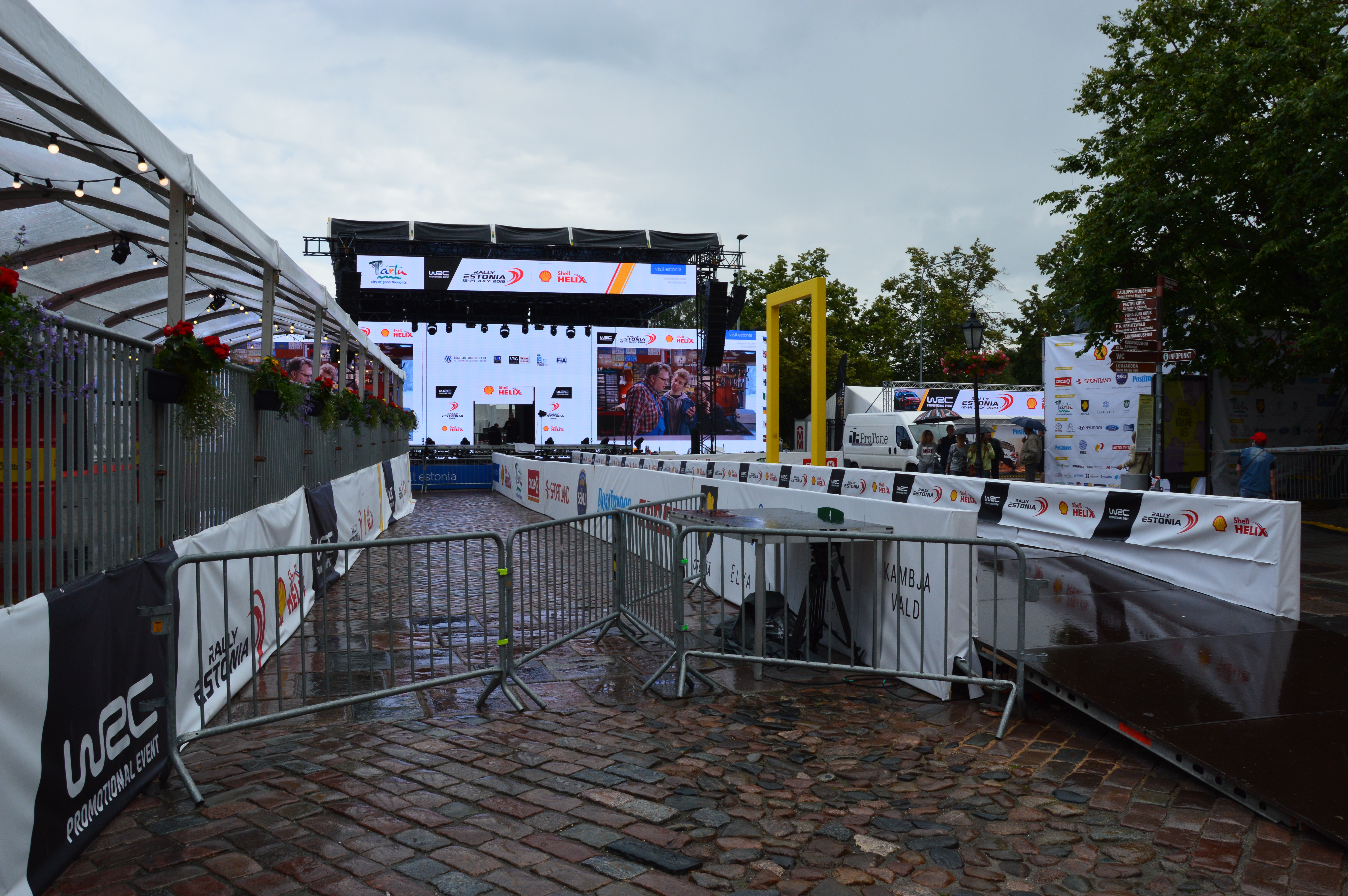
Место торжественного старта Ралли Эстония.

В городе проходит Ралли Эстония, наиболее значимое автоспортивное событие в странах Балтии. Ралли было частью Чемпионата Европы по ралли с 2014 по 2016 год. С 2020 года Ралли Эстонии является частью Чемпионата мира по ралли.
Тарту является домом для баскетбольного клуба «Тарту Юликоол», представляющего Тартусский университет. Мужской клуб участвует в Чемпионате Эстонии по баскетболу, Латвийско-эстонской баскетбольной лиге и Европейской Северной баскетбольной лиге, женский выступает в женском Чемпионате Эстонии. В Тарту находится футбольный клуб «Таммека», играющий в Мейстрилиге. Его домашней ареной является «Тамме Стаадион». В городе также расположены футбольные клубы «Тарту Велко» и «Сантос», которые играют во втором дивизионе «Эсилига». Также в Тарту есть профессиональный волейбольный клуб «Бигбанк Тарту», выступающий в эстонском чемпионате и Балтийской лиге, и гандбольная команда Tartu Ülikool/Glassdrive, которая играет во втором дивизионе эстонского гандбола.
В городе расположен спортивные комплексы «Спортивный дом A.Le Coq» (вместимость — 2000 человек) и Спортивный зал Тартуского университета (2500 мест), несколько стадионов (многофункциональный «Тамме Стаадион», вмещающий 1600 зрителей, стадион Тартуского университета на 1700 мест и др.). В городе функционирует большое количество клубов и секций.
Каждую зиму в окрестностях Тарту проводится лыжный Тартуский марафон. Международно известными является также шоссейная многодневная велогонка «Тур Эстонии», созданная в результате объединения однодневных гонок Гран-при Тарту и Гран-при Таллин — Тарту, и соревнования по художественной и групповой гимнастике Miss Valentine. Ежегодно в Тарту проходит марафон «Осенний забег».
Тарту является родиной Клемента «Puppey» Иванова, капитана Team Secret, профессиональной команды по Dota 2. Он выиграл первый турнир International и два года подряд занимал второе место в составе Natus Vincere.
В 2017 году в Тарту прошёл чемпионат мира по спортивному ориентированию.

## Досуг и развлечения

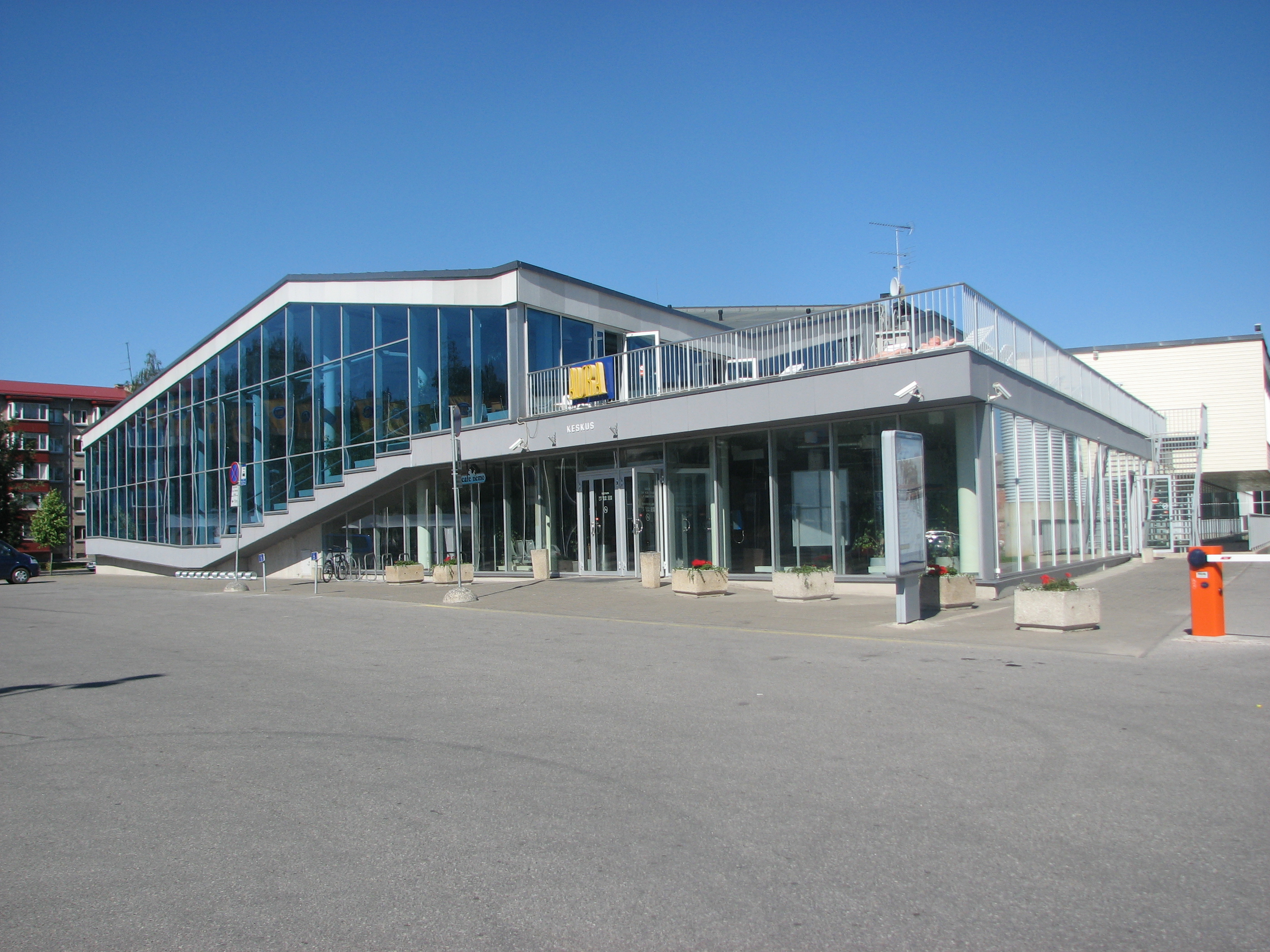
Комплекс «Аура Кескус»

Недалеко от автовокзала, в центре города находится комплекс водных развлечений «Аура Кескус» (Aura Keskus), в который входят 2 бассейна: детский и олимпийский, аквапарк и центр здоровья с различными парными.
В торговом центре «Лыунакескус» (Lõunakeskus) находится полноразмерный ледовый каток, открытый как для катания посетителей, так и для тренировок и соревнований спортсменов.
Бары и рестораны города в основном ориентированы на студентов и туристов. В городе многочисленные торговые центры и кинотеатры.

## Города-побратимы
- Берум, Норвегия
- Веспрем, Венгрия
- Девентер, Нидерланды
- Зютфен, Нидерланды
- Каунас, Литва
- Люнебург, Германия
- Рига, Латвия
- Гюмри, Армения
- Солсбери, США[102]
- Тампере, Финляндия
- Турку, Финляндия
- Уппсала, Швеция
- Феррара, Италия
- Фредериксберг, Дания[103]
- Хабнарфьордюр, Исландия
- Хямеэнлинна, Финляндия